# Болгарский национальный костюм

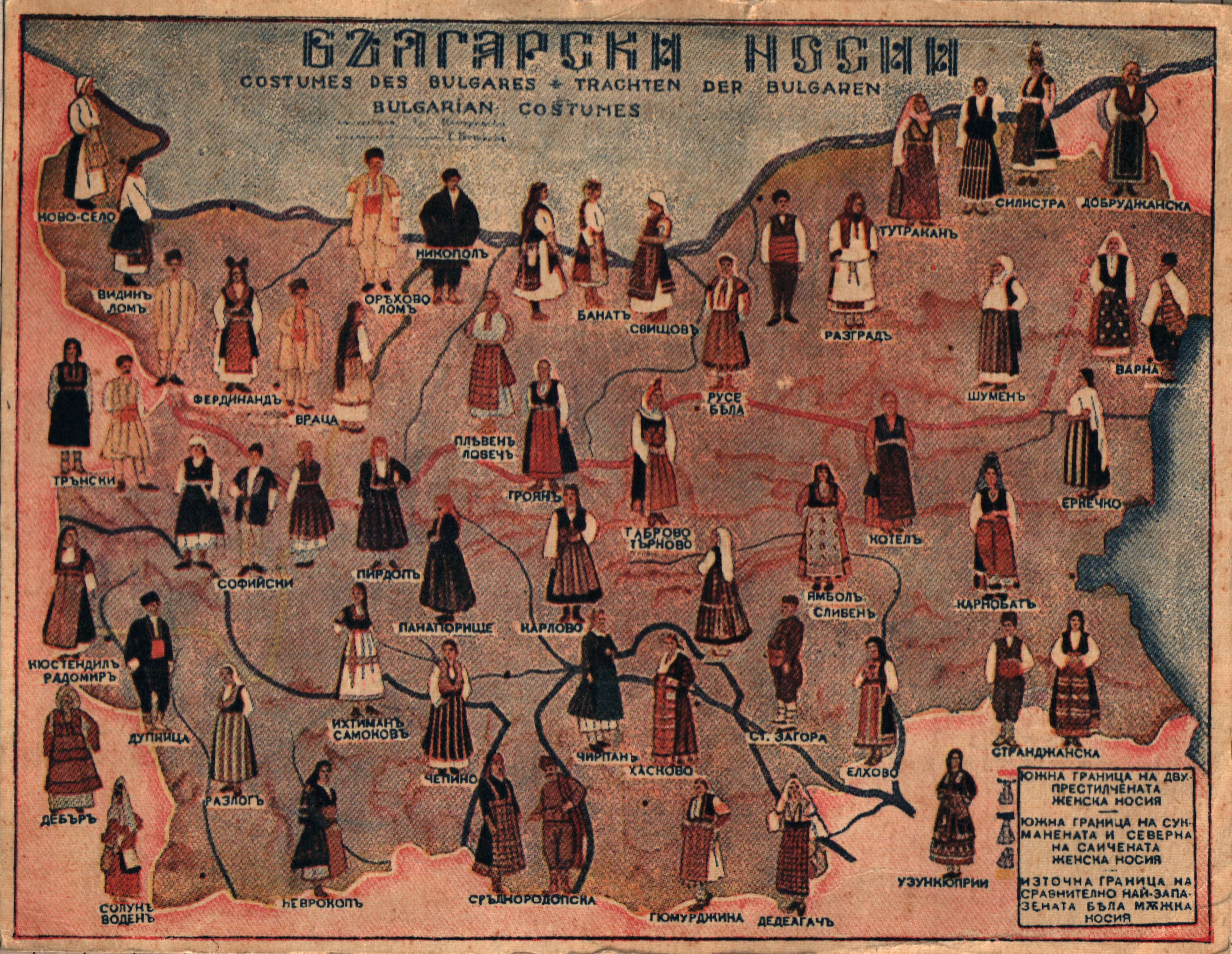
Почтовая открытка начала XX века с картой национальных костюмов по регионам. На карте обозначены южная граница распространения женского костюма с двумя фартуками, южная граница распространения сукмана (северная граница распространения саи), восточная граница территории, где относительно сохранился белый мужской костюм.

Национа́льный болга́рский костю́м (болг. бъ́лгарска носи́я) отражает специфику, традиционную культуру и быт народа Болгарии. Изначально славянского происхождения, костюм отражает влияние других наций, с которыми болгары тесно контактировали на протяжении своей истории.
Национальный костюм имеет свои особенности в каждом регионе, если не в каждом селе, Болгарии, но в целом базируется на основных типах. Выделяют два типа мужских костюмов — белый, имеющий древнее происхождение, и так называемый чёрный, сформировавшийся в период национального возрождения. Женский национальный костюм бывает с одним или двумя фартуками, сукманом или саей. Для национального костюма характерно обилие декоративных элементов и украшений.

## История
По мнению этнографов, болгарская национальная одежда в основном имеет славянское происхождение. Находят также элементы, восходящие к одежде фракийцев и булгар, а также к одежде народов, с которыми болгары тесно контактировали: турок, греков, албанцев и валахов. 
По своей природе костюм — повседневная рабочая одежда, которая благодаря художественному оформлению приобретает праздничный вид. Народный костюм очень практичен, подходит как для работы, так и для традиционных ритуалов и праздников.
Особенности в облачении и украшении зависели от происхождения и места рождения владельца костюма, рода его занятий, возраста, семейного положения и достатка и выступали своего рода «визитной карточкой». Вышивка и другие декоративные элементы включали традиционные символы, призванные служить также оберегами или выполнять другие магические функции.
В период после обретения независимости Болгарии от османского владычества в 1878 году заметно влияние городской одежды на народный костюм.
В современной Болгарии национальные костюмы в повседневной жизни не носят, используют лишь отдельные характерные элементы и детали. Национальные костюмы надевают на фольклорные праздники и фестивали, используют как сценические костюмы.

## Основные предметы национального костюма

### Мужской костюм
Сохранившийся от древних славянских традиций классический мужской костюм представлял собой белую рубаху (болг. риза) туникообразного кроя длиной выше или ниже колена, белые штаны (гащи) из шерстяного сукна и белую войлочную накидку. Встречались два фасона штанов: длинные узкие c плотно облегающими ногу ниже колена штанинами и чуть более свободным верхом (беневреци) и короткие, с широкими штанинами (димии). Штаны были снабжены вшитой по верхнему краю завязкой в кулиске, а рубаха подпоясывалась достаточно широким длинным поясом-шарфом под животом, так что нижний её край в виде оборки или юбки закрывал верхнюю часть ног. Силуэт облачения определяла форма накидки, которая могла быть длинной или короткой, с рукавами или без них. Костюм дополняли конусообразная меховая шапка (калпак) и обувь из кожи без подмёток на длинных ремешках (цървули). Позднее в обиход вошли сапоги и европейские туфли. Дома носили тапки (терлици), либо текстильные или вязаные без каблуков, либо туфлевидные на каблуках, заимствованные у турок. Особенно широко тапки были представлены в Родопах. Пастухи носили длинный войлочный плащ с капюшоном (опанджак)
В процессе общего для Болгарии процесса потемнения одежды появился и костюм тёмных цветов, который окончательно оформился в период национально-освободительной борьбы болгар против османского владычества в конце XVIII века. Благодаря цвету он получил название чёрного (болг. чернодрешна носия, чернодреш), в то время как классический старинный костюм стали называть белым (белодрешна носия, белодреш). Чёрный костюм отличался не только цветом, но и кроем штанов (потури) — они стали очень широкими в верхней части с низко опущенным шагом, а внизу плотно охватывали лодыжку. В результате этого штаны стали похожи на турецкие шаровары. Считалось, что чем больше сборок на штанах и чем ниже они опущены, тем состоятельнее мужчина. Традиционный тканевый пояс стал очень широким, так что практически полностью обматывал живот, его делали из красной шерсти. Рубаха могла быть белой или тёмной. Костюм дополняли короткий чёрный шерстяной жилет или куртка прямого кроя до пояса с длинным или коротким рукавом. Шапка и обувь сохранились от белого костюма.
Костюмы, в которых белые штаны сочетаются с чёрными или тёмно-синими жилетами, представляют из себя более позднюю комбинацию двух характерных видов национального мужского костюма.
| - Мужской костюм типа «белодреш» - Белый костюм из неизвестной области - Народный костюм Плевенской области, конец XIX века - Народный костюм Врацкой области | - Мужской костюм типа «чернодреш» - Костюм села Лесидрен (Ловечская область), 1908 г. - Чёрные костюмы (Софийская область) - Чёрный костюм (Софийская область) - Житель города Килифарево (Великотырновская область) в народном костюме, конец XIX века | - Мужской костюм комбинированного типа - Крестьяне из-под Пазарджика, иллюстрация из книги «Czar Ferdinand and his people» (1913 г.) - Комбинированный костюм (Софийская область) |

### Женский костюм
Обязательные элементы женского национального болгарского костюма — рубаха (болг. риза) и фартук (болг. прести́лка), повязанный на талии. Рубахи простого туникообразного кроя, длиной до колен или до лодыжек, с широкими открытыми внизу рукавами в плечах оформляли сборками или складками, шили обычно из белой, но нередко и из цветной ткани. Фартуки были самыми заметными элементами национального костюма и всегда богато украшались, они могли быть длинными или до колена, из одного полотна ткани или сдвоенными.
В зависимости от региональных традиций болгарские женщины носили национальные костюмы с двумя фартуками (болг. двупрестилчена носия) или с одним фартуком (болг. еднопрестилчена носия). Костюм с одним фартуком - наиболее древний, безусловно славянского происхождения - состоит из рубахи и фартука, иногда его дополняли прямыми неширокими штанами длиной до лодыжек, что позволяло носить рубаху и фартук длиной до колена. Для тепла костюм комплектовали жилетом или курткой. Почти повсеместно он вытеснен костюмом с двумя фартуками, а старинный вид с одним фартуком дольше всего сохранялся в отдельных местностях на Дунае и в нескольких родопских селах в качестве одежды домашней или для работы в поле. 
В костюме с двумя фартуками передний фартук повсеместно делали прямым из пёстрой ткани или покрывали орнаментами — вышивкой, тесьмой, аппликацией. Фасоны заднего фартука многочисленны. В северозападных регионах фартук делали коротким, сборчатым, богато украшенным, а на востоке однотонный задний фартук по длине совпадал с передним. Поверх фартука на талии помещали пояс, чаще пестротканый вручную на дощечках. Такой костюм могли дополнить коротким или длинным жилетом или курткой. Костюм с двумя фартуками был издавна повсеместно распространён в Болгарии. На Дунайской равнине он сохранился до первой половины XX века в качестве единственной повседневной или сезонной летней одежды. В других местах его со временем заместили более совершенные сукман и сая.
Сукман представляет собой по сути верхнюю рубашку-тунику или сарафан, обычно из шерстяной ткани яркого или тёмного цвета. В зависимости от региональных традиций выделяют три основных конструкции сукмана: он может быть цельнокроеным с вшитыми от талии клиньями, отрезным по талии со сборчатой юбкой, с отрезом и сборкой на уровне груди, рукава могут быть короткими или длинными или отсутствовать, как у сарафана, глубина выреза горловины и пройм может быть различной. Сукман надевают поверх белой рубахи, и уже на него повязывают один или два фартука и пояс. Костюм с сукманом (болг. сукманена, сукмена носия) наиболее распространён на территории Болгарии, за исключением южных областей, где сформировался тип костюма с саей (болг. саяна/саичена носия). Сая — верхняя одежда, по конструкции напоминающая халат, открытая спереди. Саи шили из плотных однотонных ярких или тёмных тканей, слегка расклёшенными, длиной до колена или до лодыжки. Как и сукман, сая могла иметь рукава различной длины или не иметь их. Сая надевалась на рубаху, дополнялась широким тёмным поясом и фартуком. Именно этот вид национального костюма сохранился дольше других под натиском городской одежды.
В качестве головного убора болгарки со всеми видами костюмов носили головные платки — квадраты однотонной или пёстрой материи, сложенные треугольником, при этом широкой частью укрывали волосы, а узкие части завязывали на затылке или на темени. Незамужние девушки не покрывали голову платками, а вплетали в косы украшения из ткани или шерстяных нитей. В качестве праздничной одежды голову и волосы дополняли головными украшениями и подвесками, иногда довольно объемными и массивными. Для украшения использовали цветы, ленты и крашеные перья. В качестве национальной обуви женщины, как и мужчины, носили цырвули.

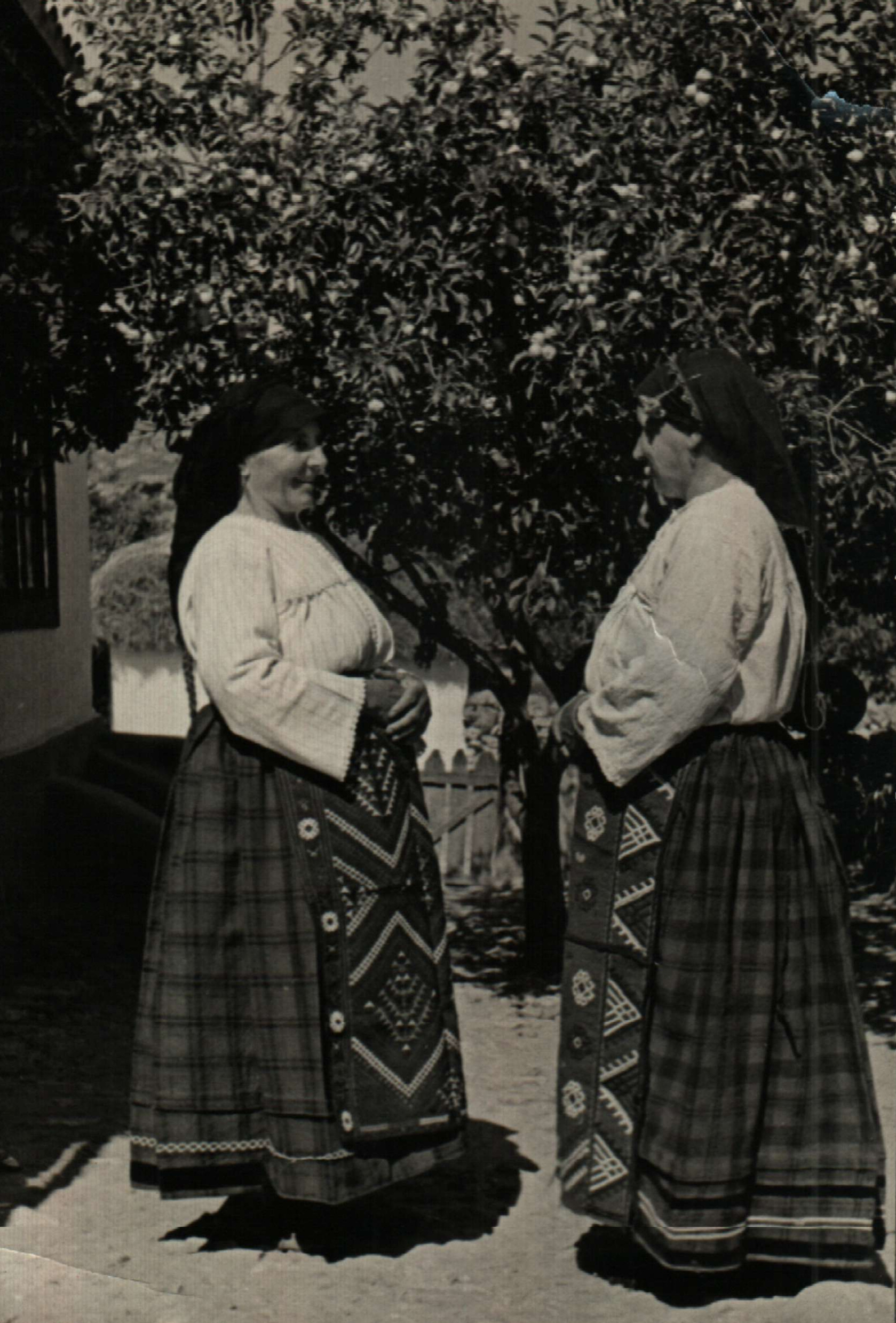
Женщины в народных костюмах, место неизвестно
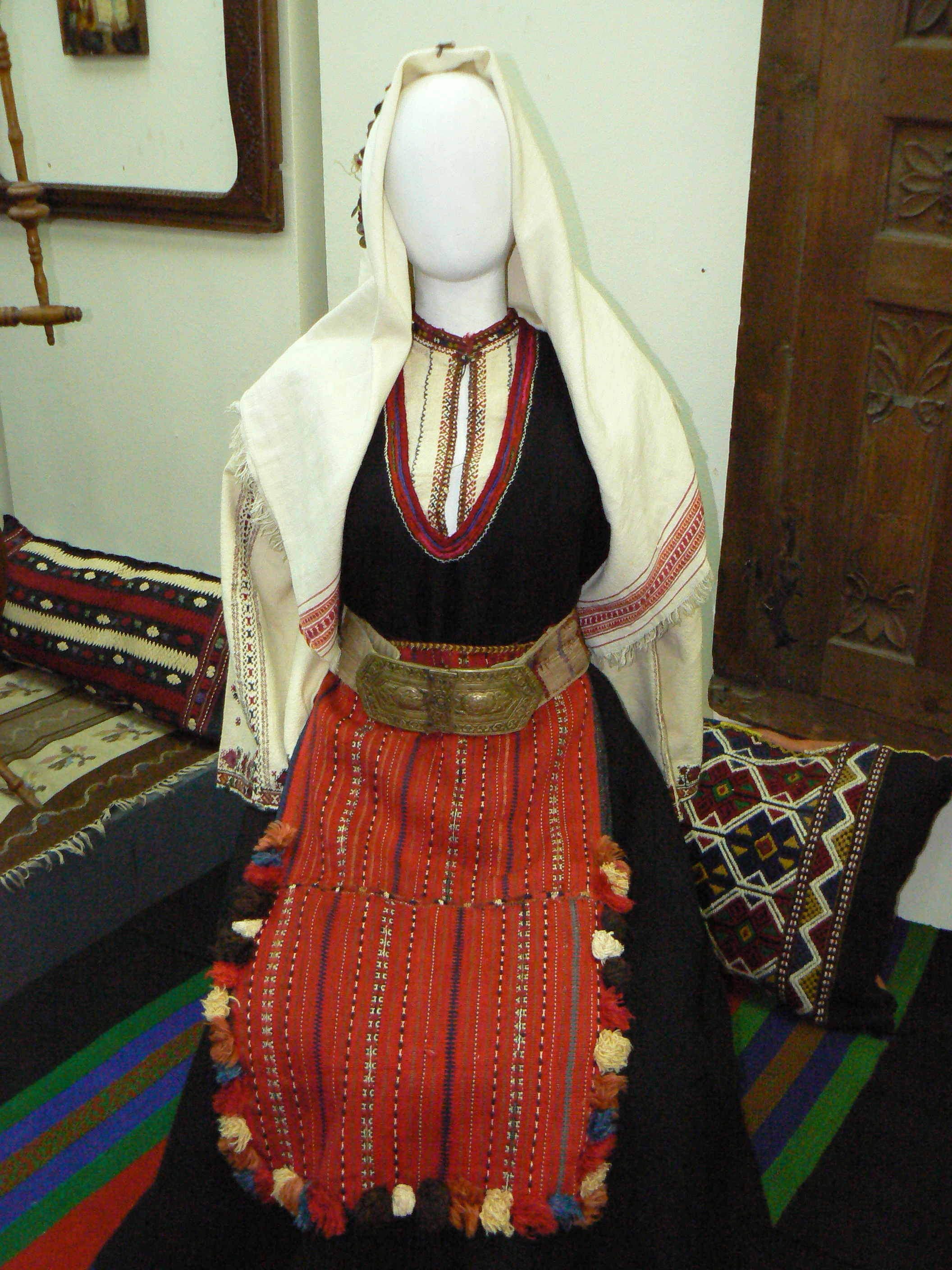
Женский народный костюм с сукманом, регион неизвестен. Экспозиция Национального этнографического музея Болгарии
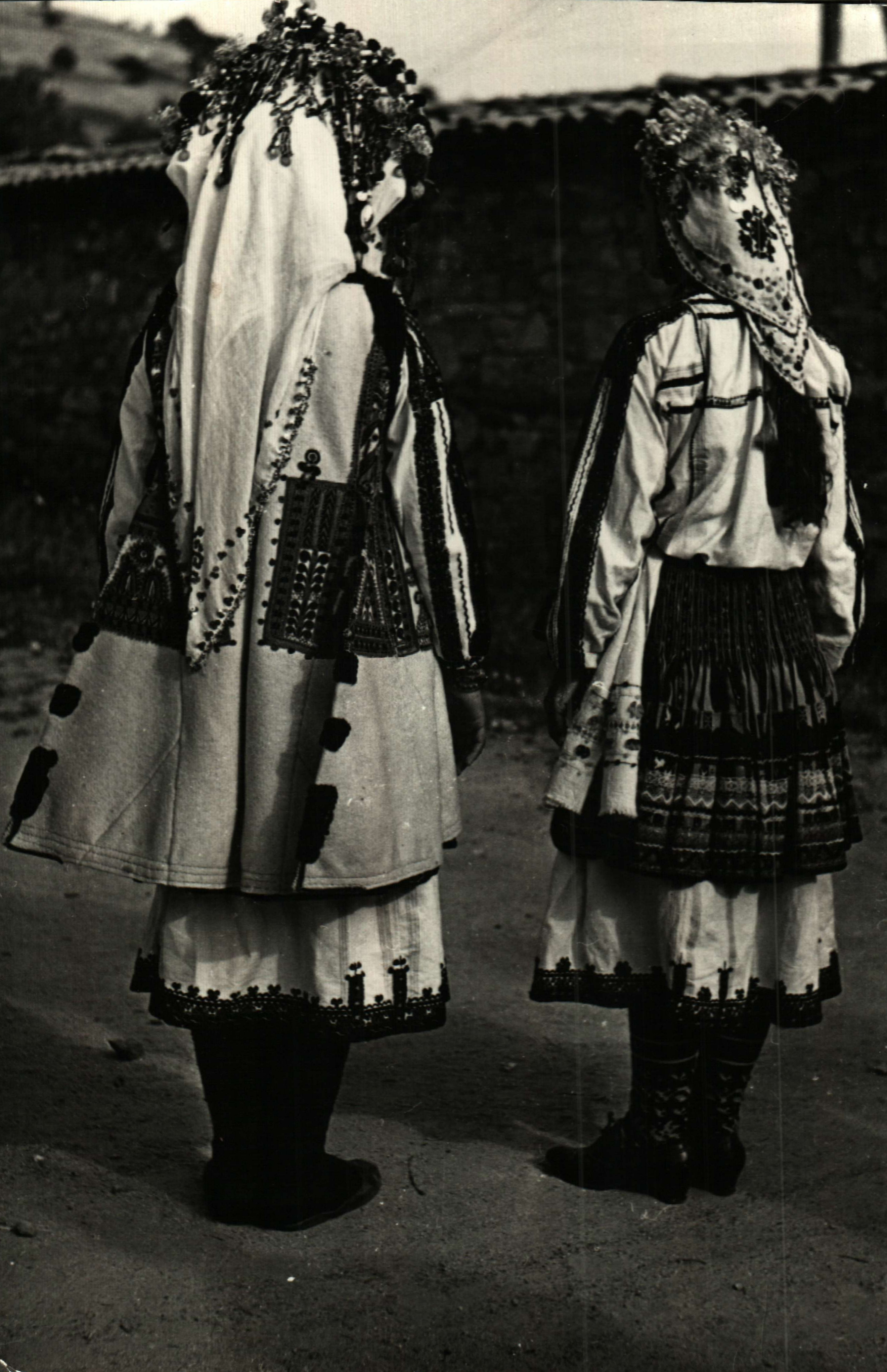
Народный костюм Плевенской области (неизвестное место)
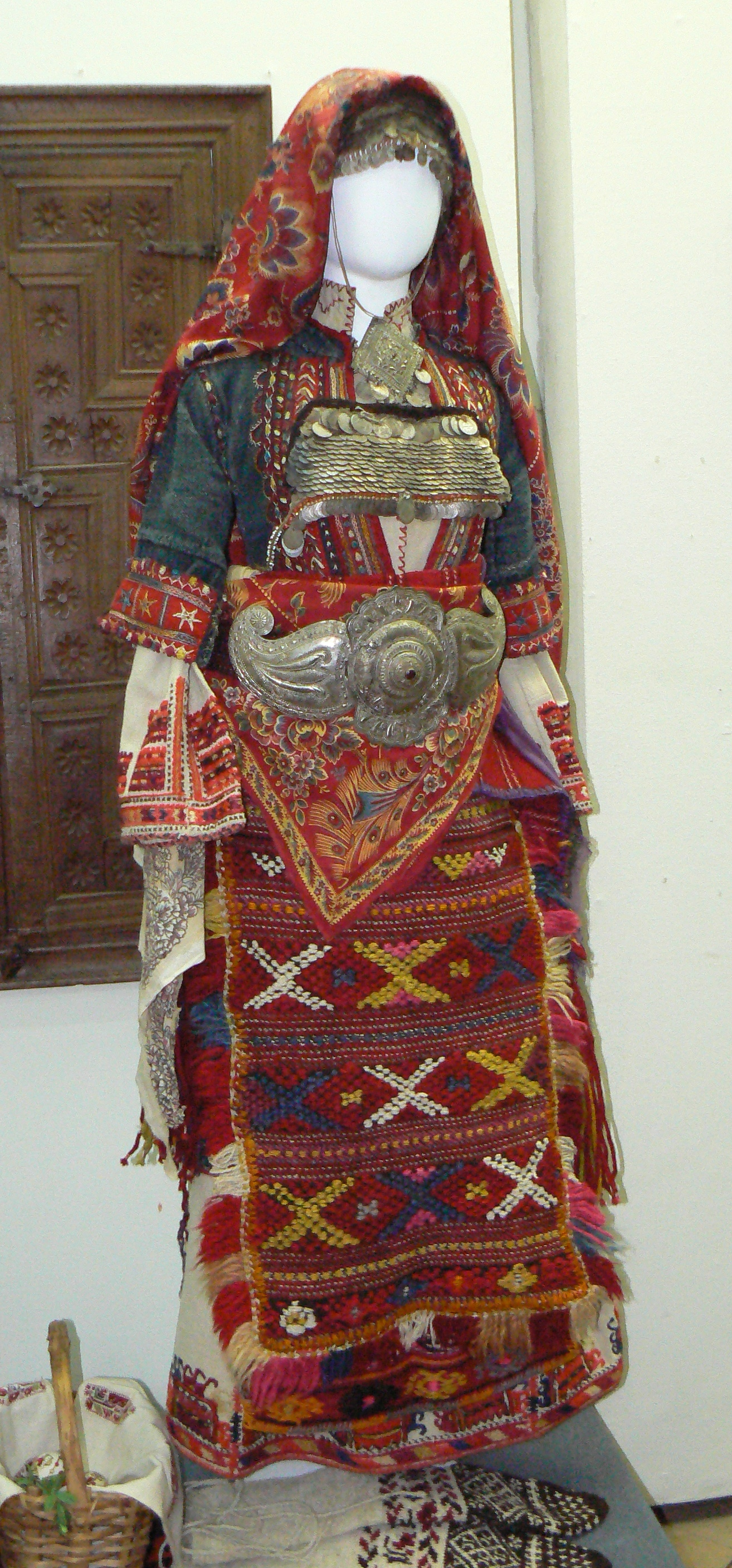
Костюм Пиринской Македонии (юго-запад Болгарии). Экспозиция Национального этнографического музея Болгарии.
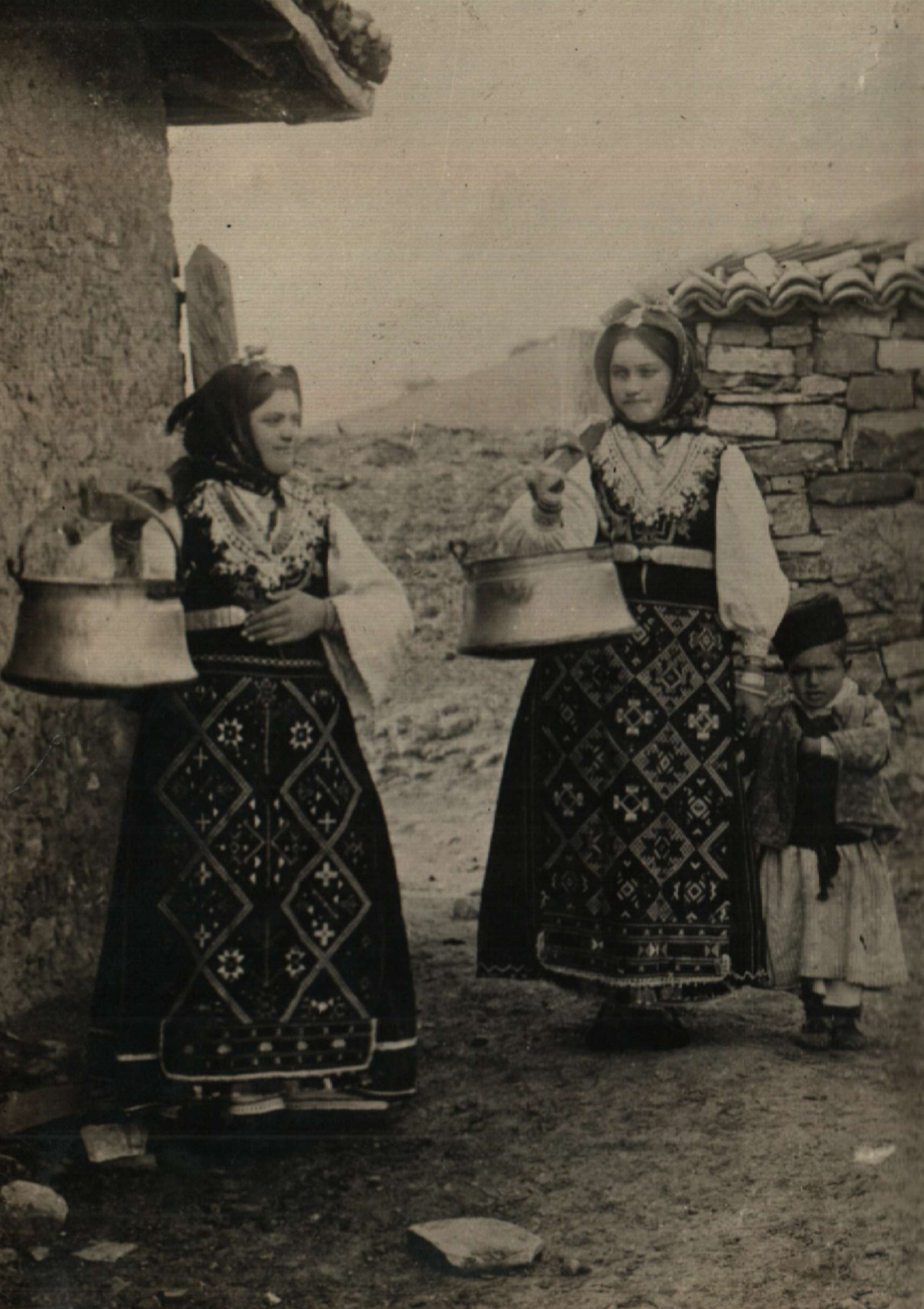
Костюм села Козичино Бургасской области
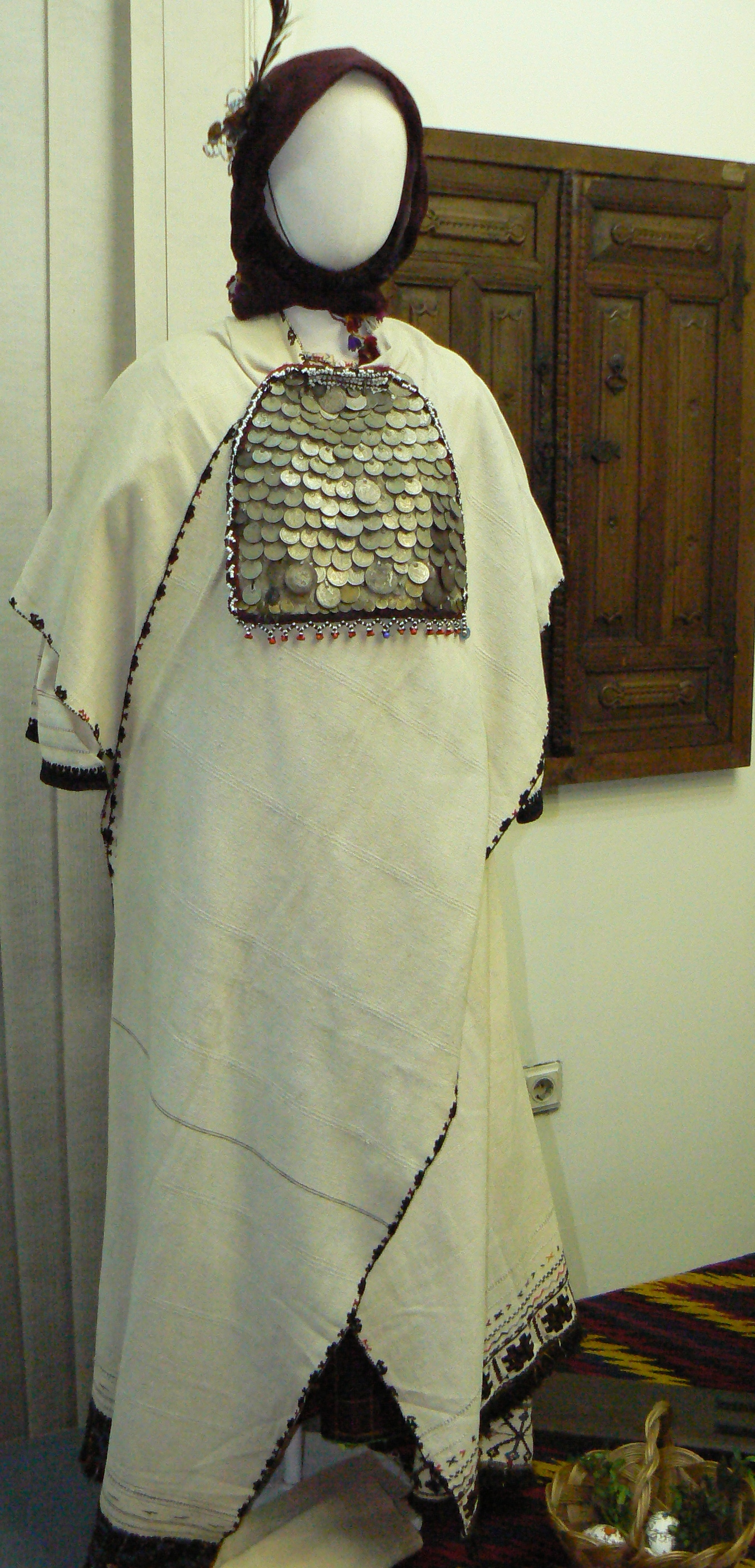
Сая оттуда же. Экспозиция Национального этнографического музея Болгарии.
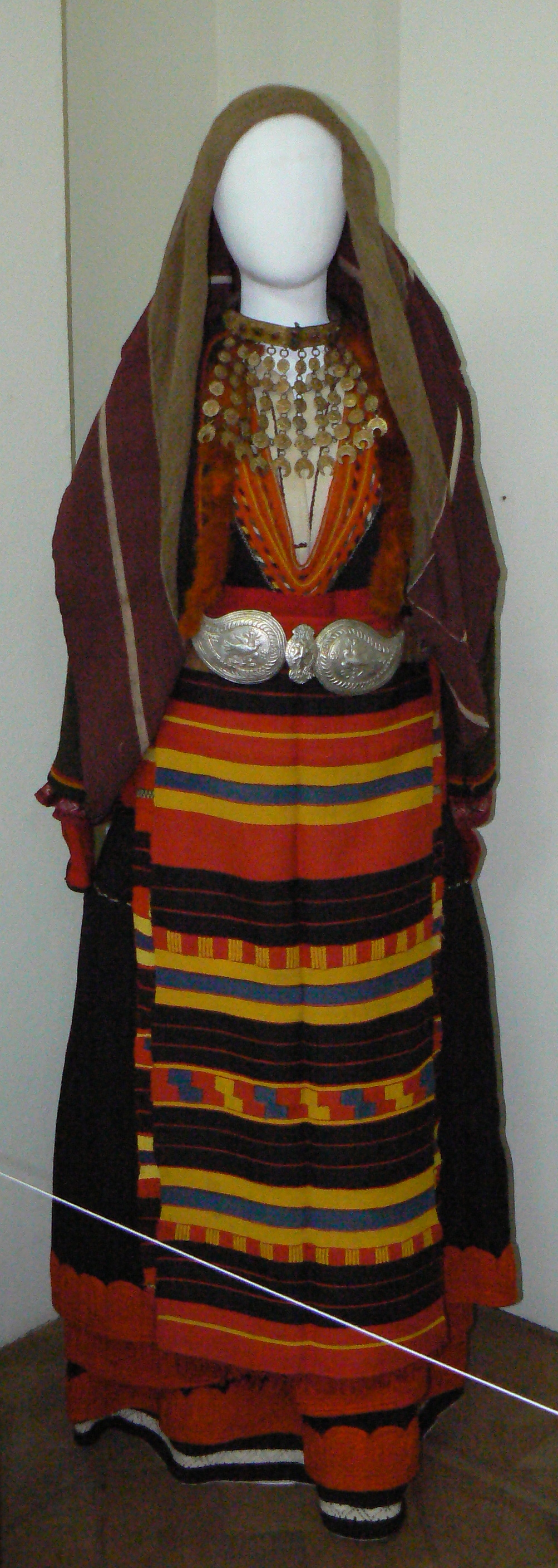
Женский костюм из Странджи, из собрания Национального этнографического музея Болгарии.
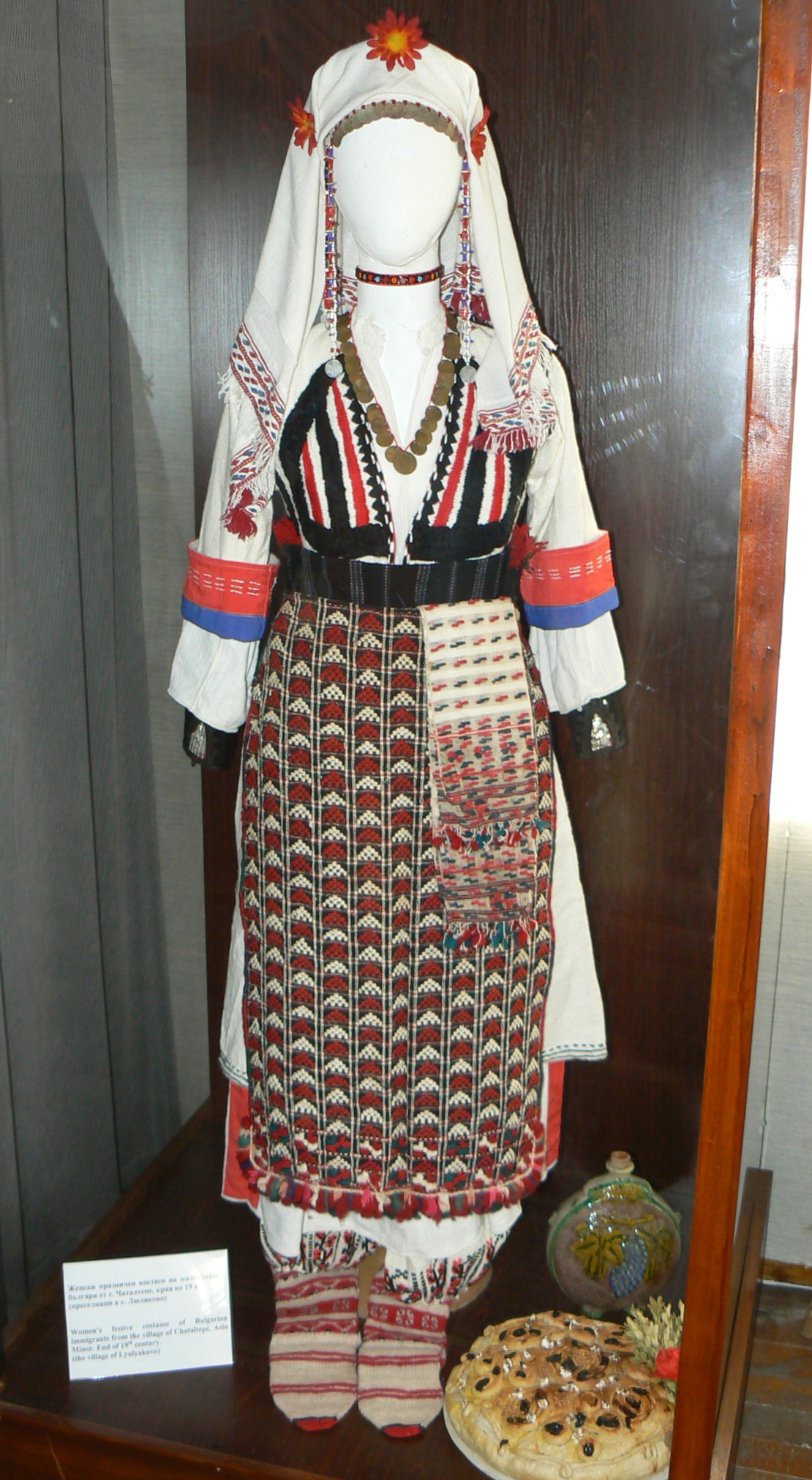
Костюм села Люляково Бургасской области. Экспозиция этнографического музея в Бургасе.
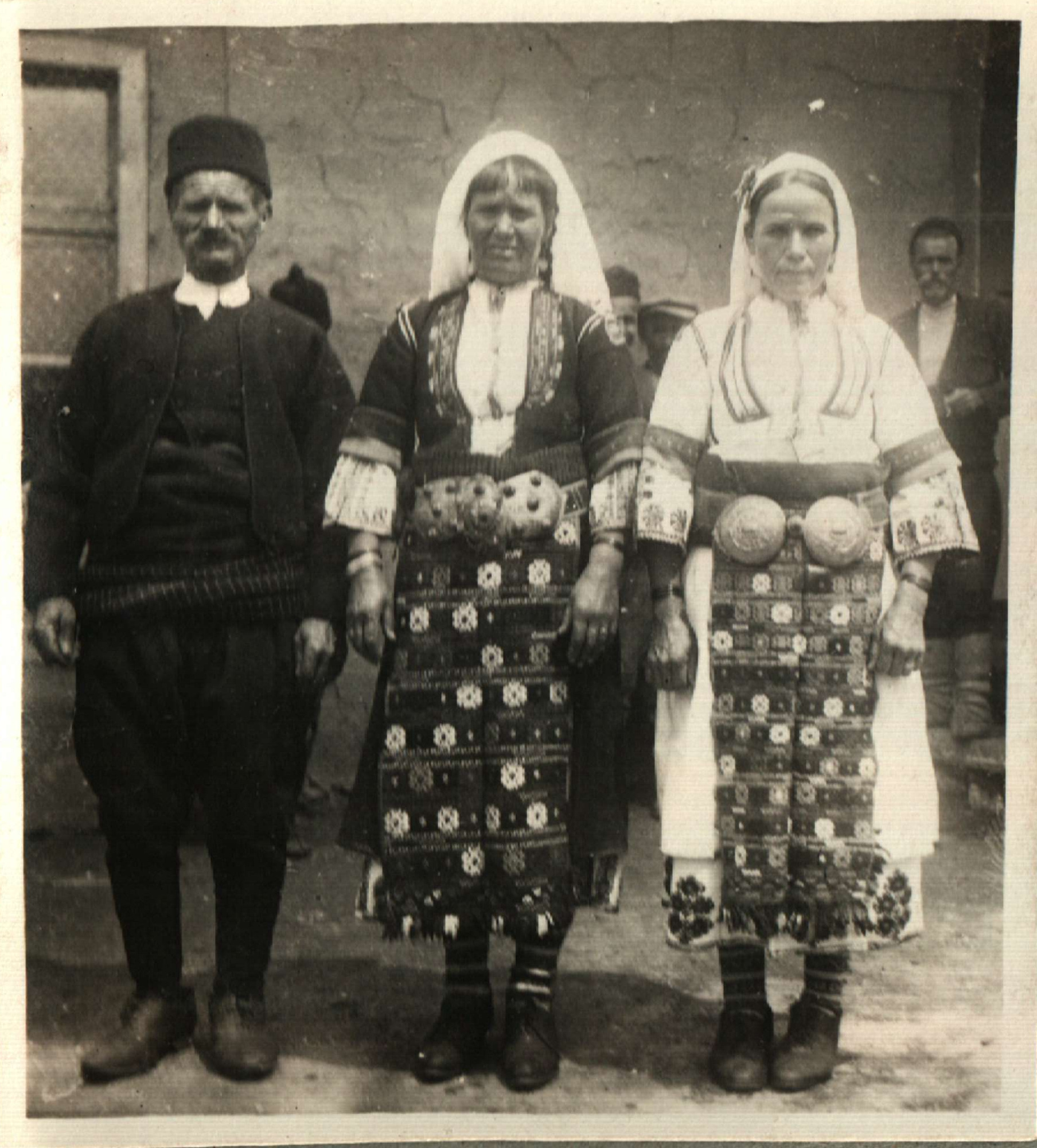
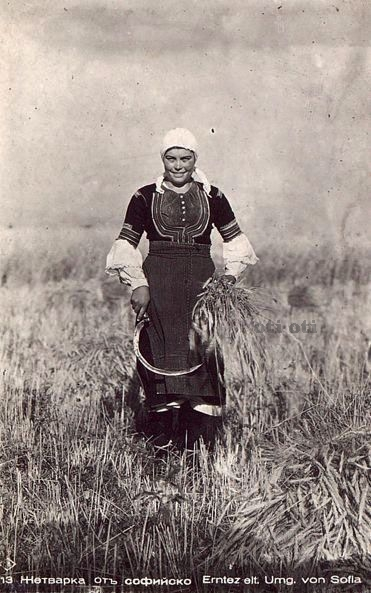
Жнея в народном костюме (Софийская область)
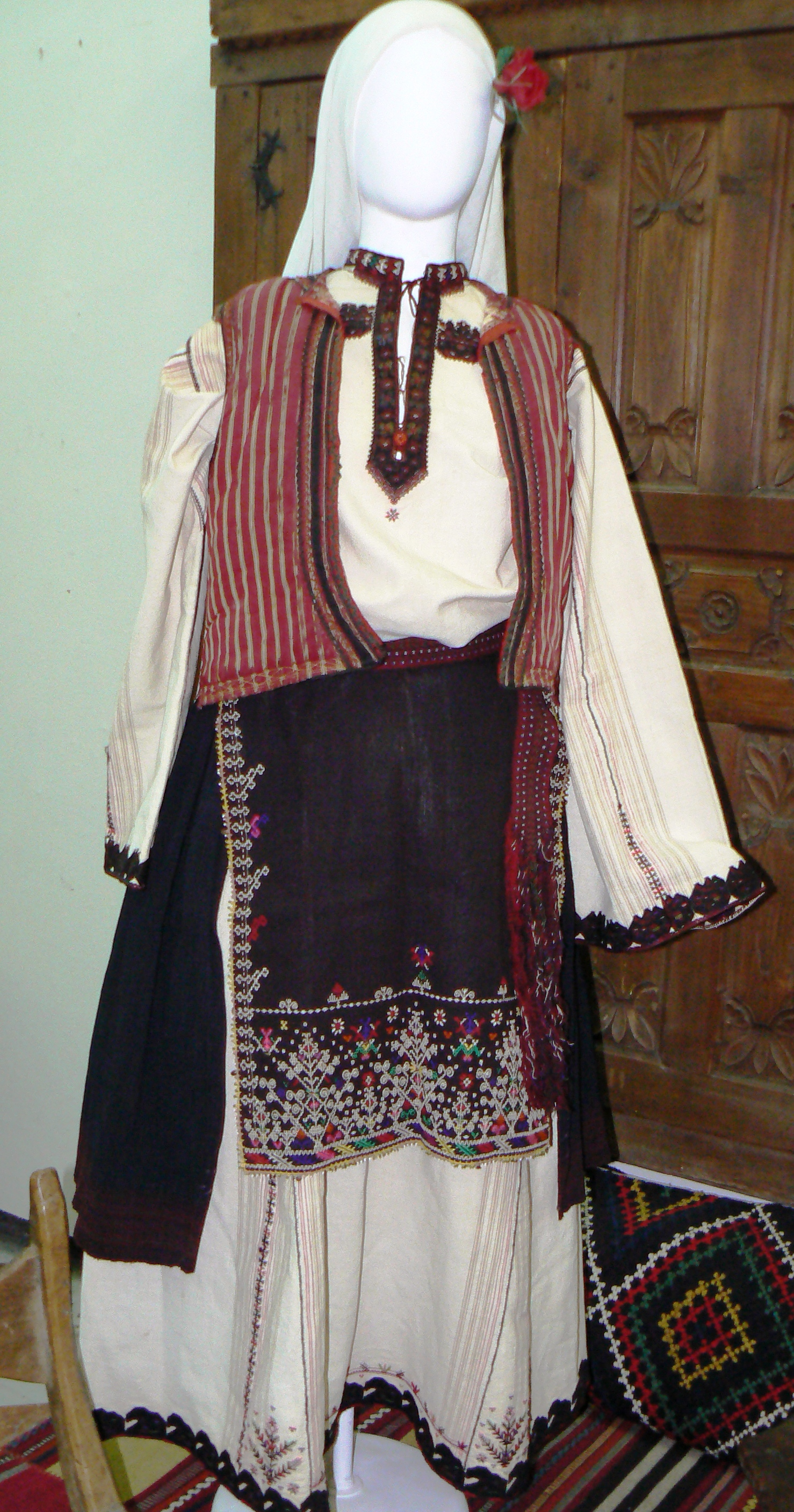
Женский костюм Разградской области конца XIX века, из собрания Национального этнографического музея Болгарии.
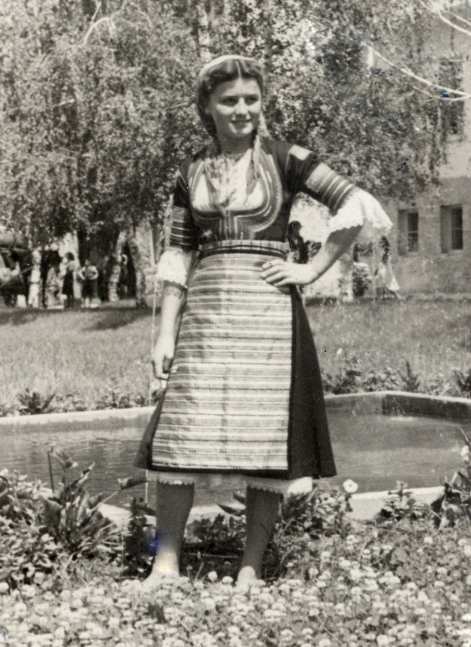
Учащаяся женской гимназии Кюстендила в народном костюме
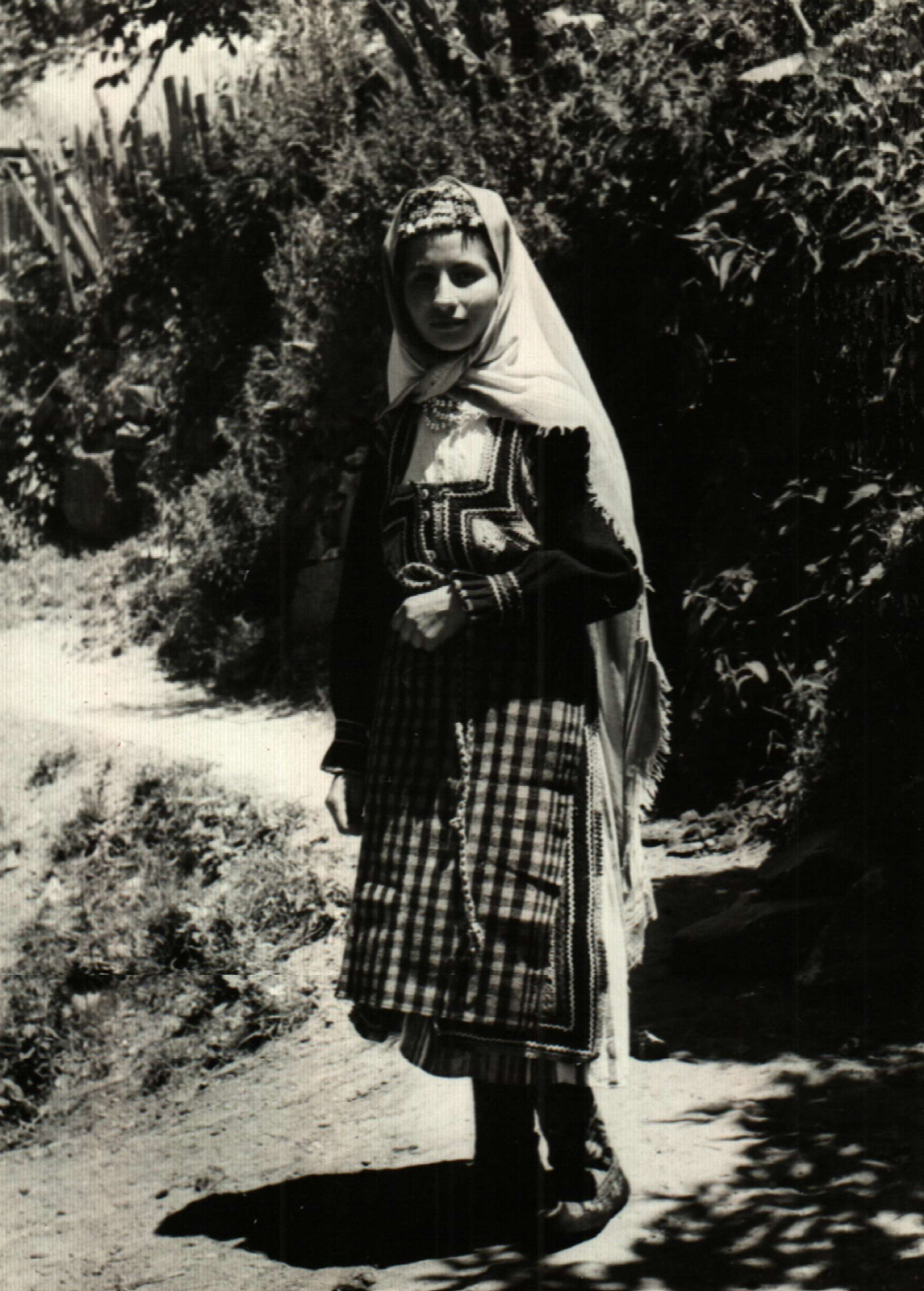
Народный костюм села Настан (ныне в составе Девина), начало-середина XX в.
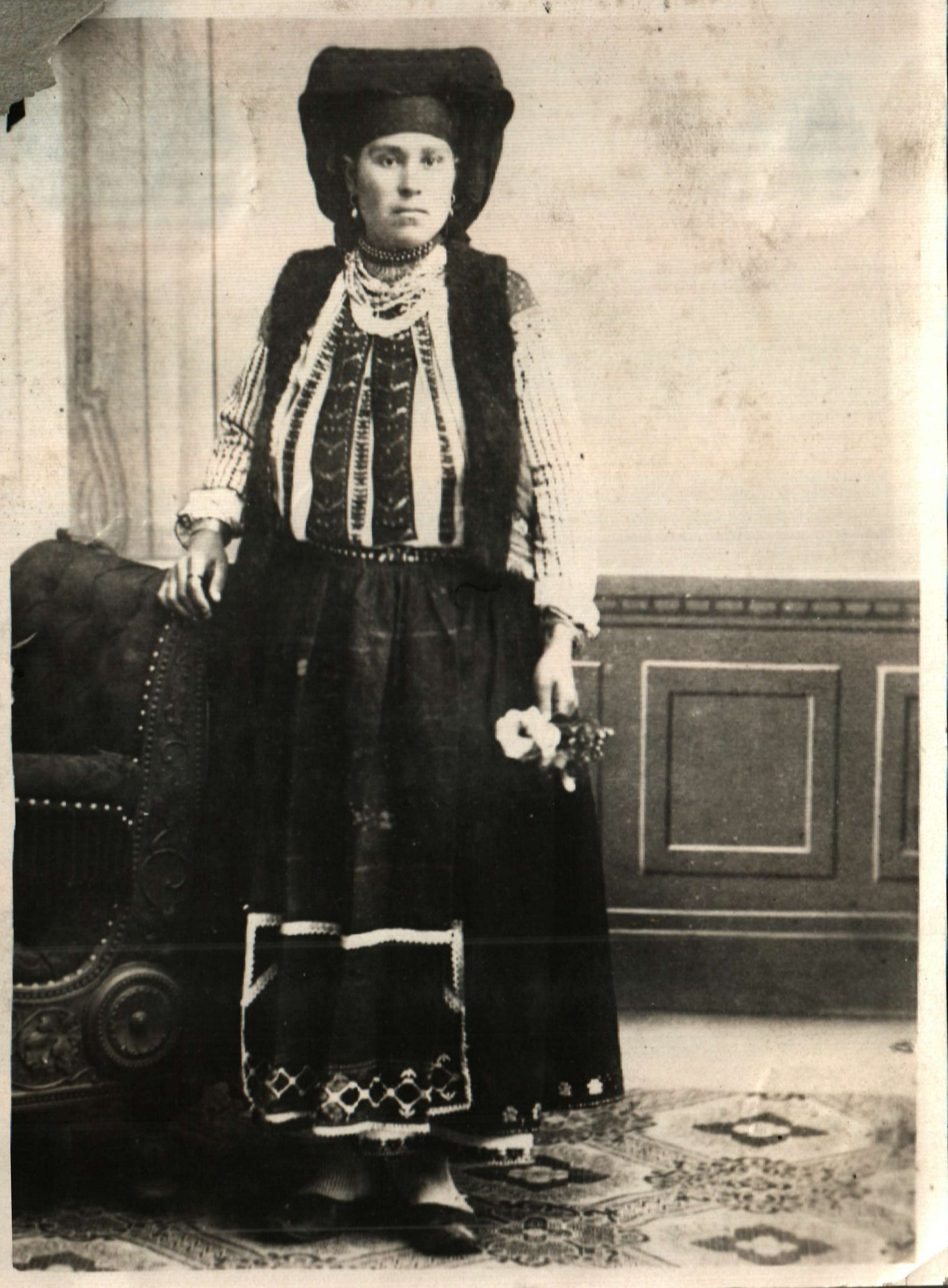
Народный костюм Русенской области
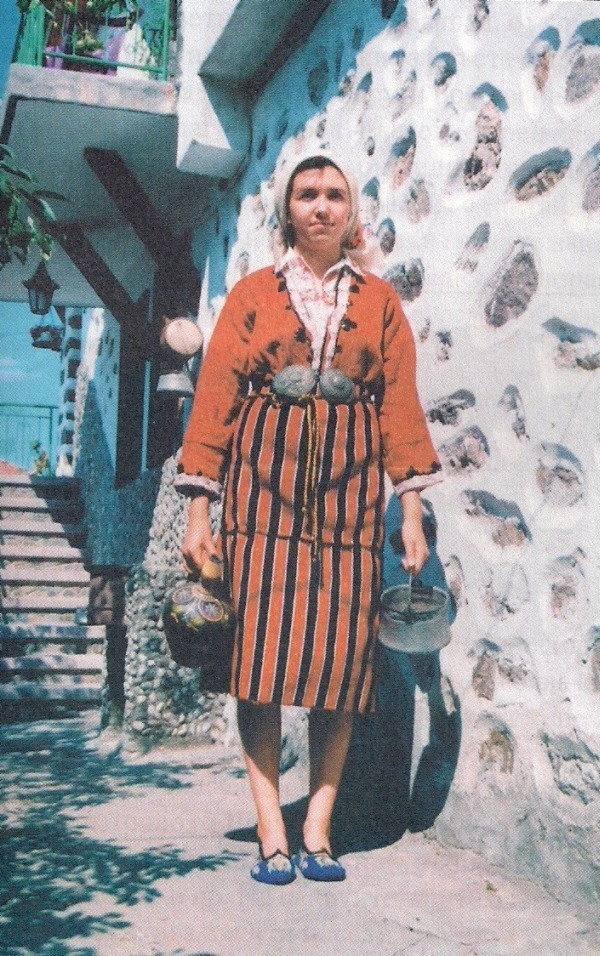
Женский костюм села Селча, Смолянская область, середина XX в.
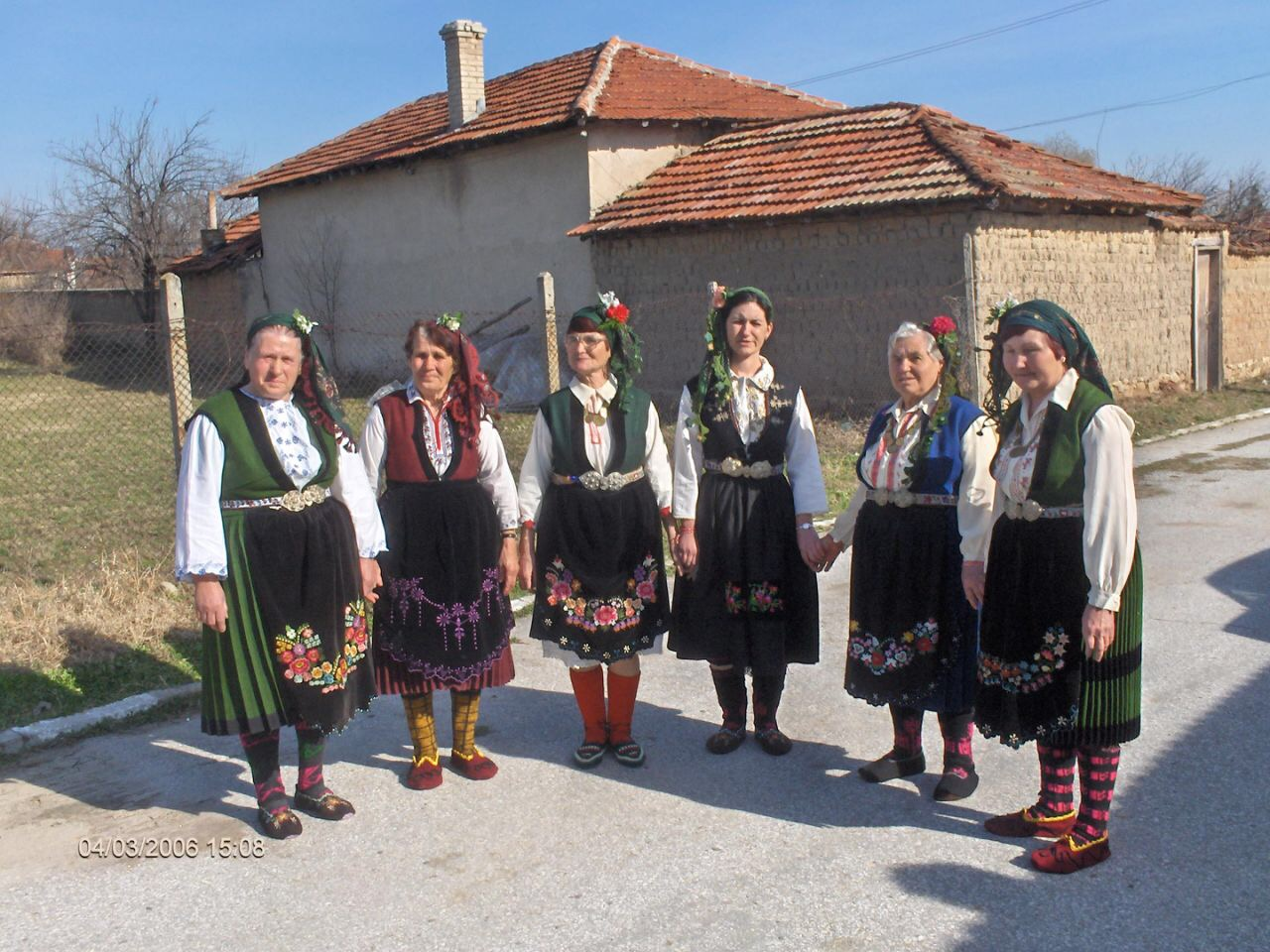
Женский костюм села Иван-Вазово (Пловдивская область), 2006 г.
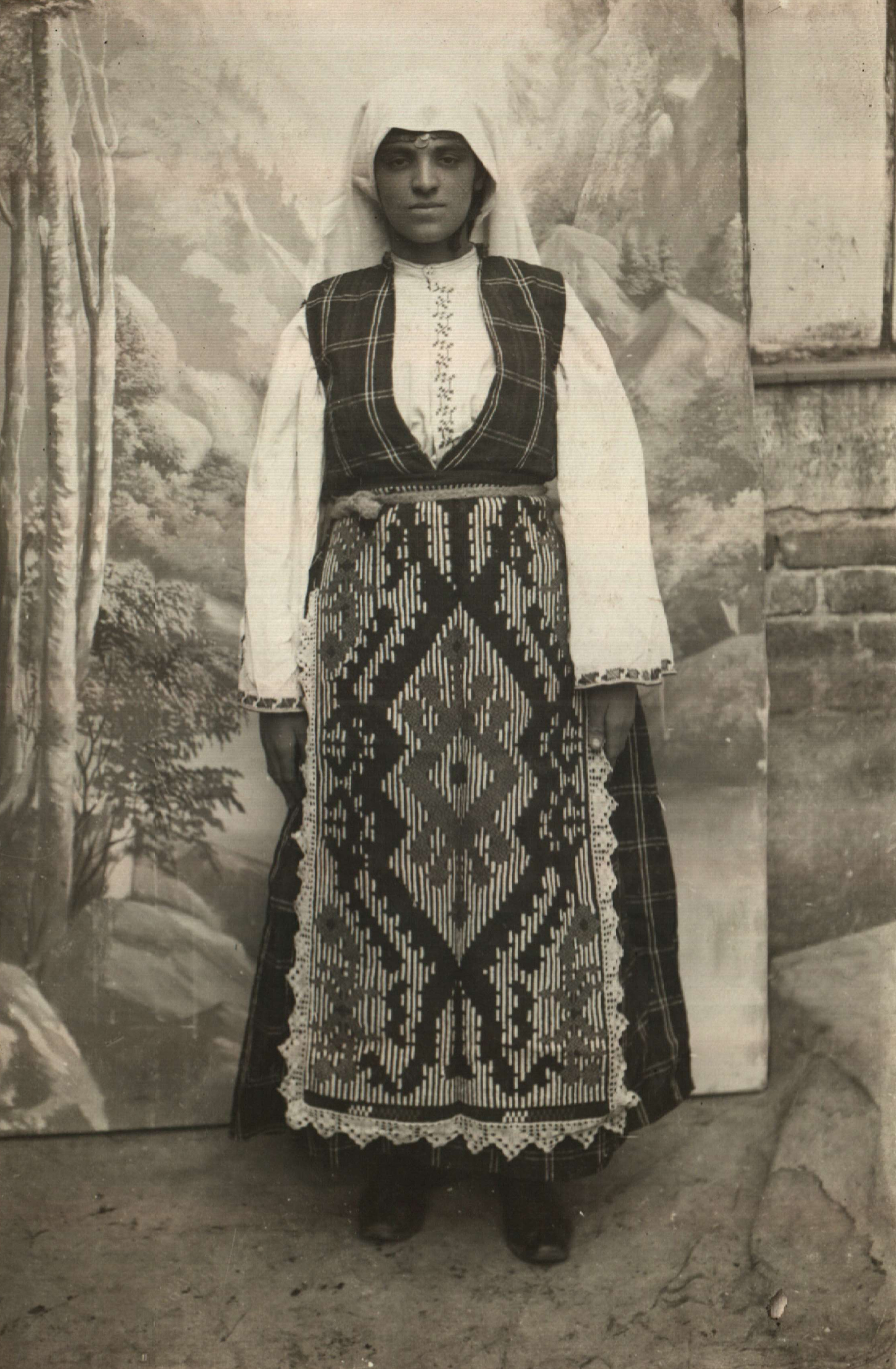
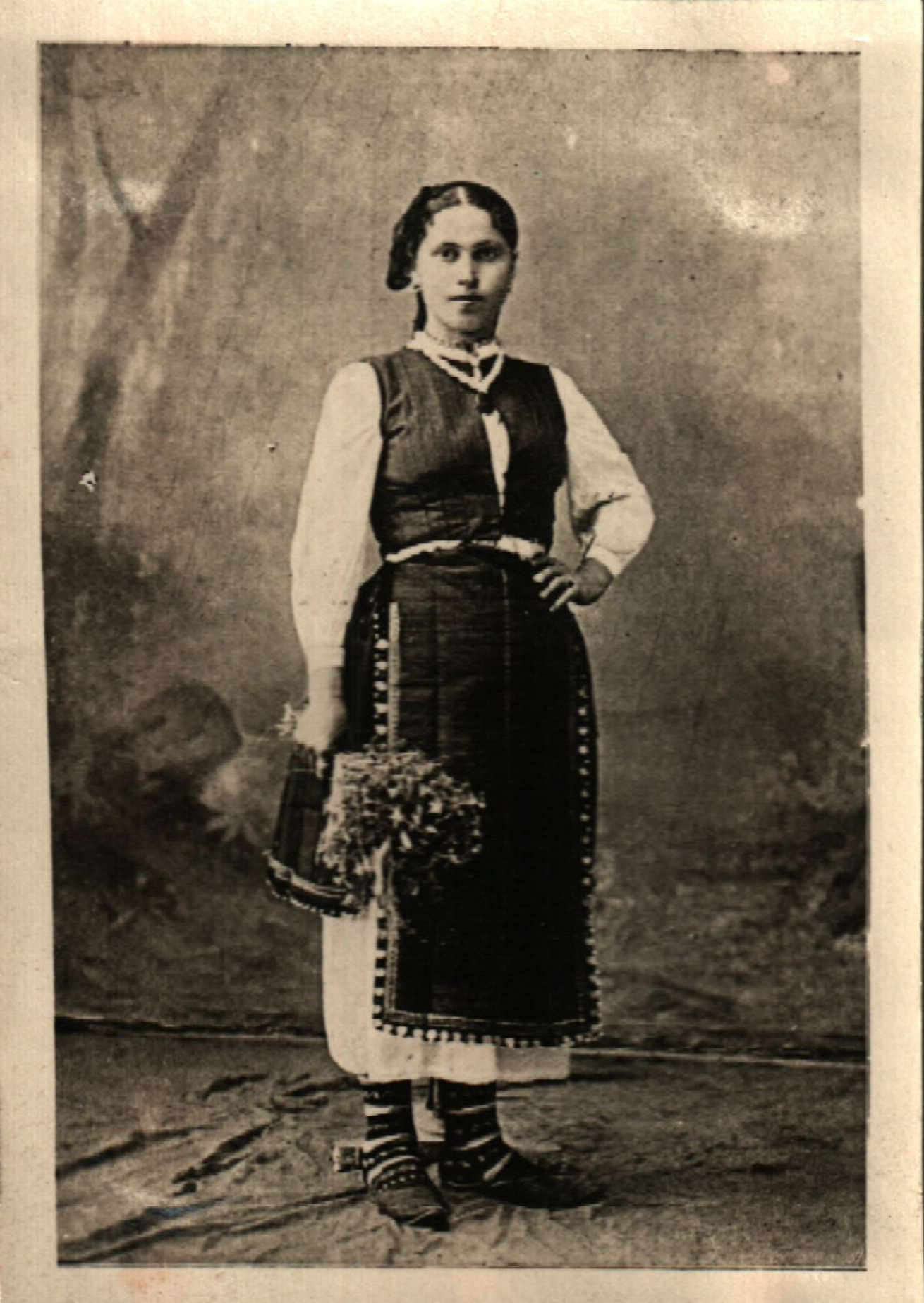
Женский костюм Родоп
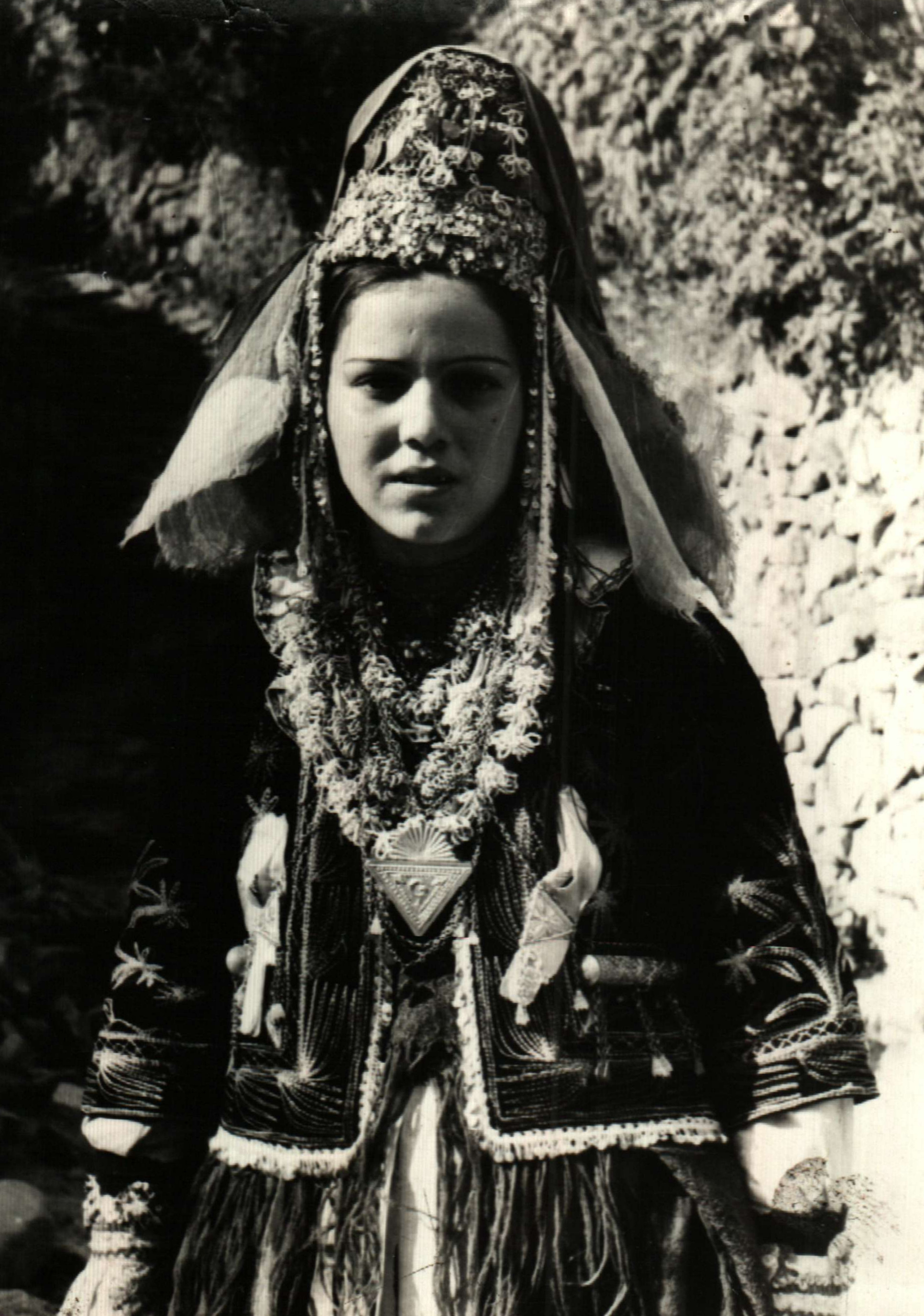
Народный костюм села Малка-Арда (Смолянская область)
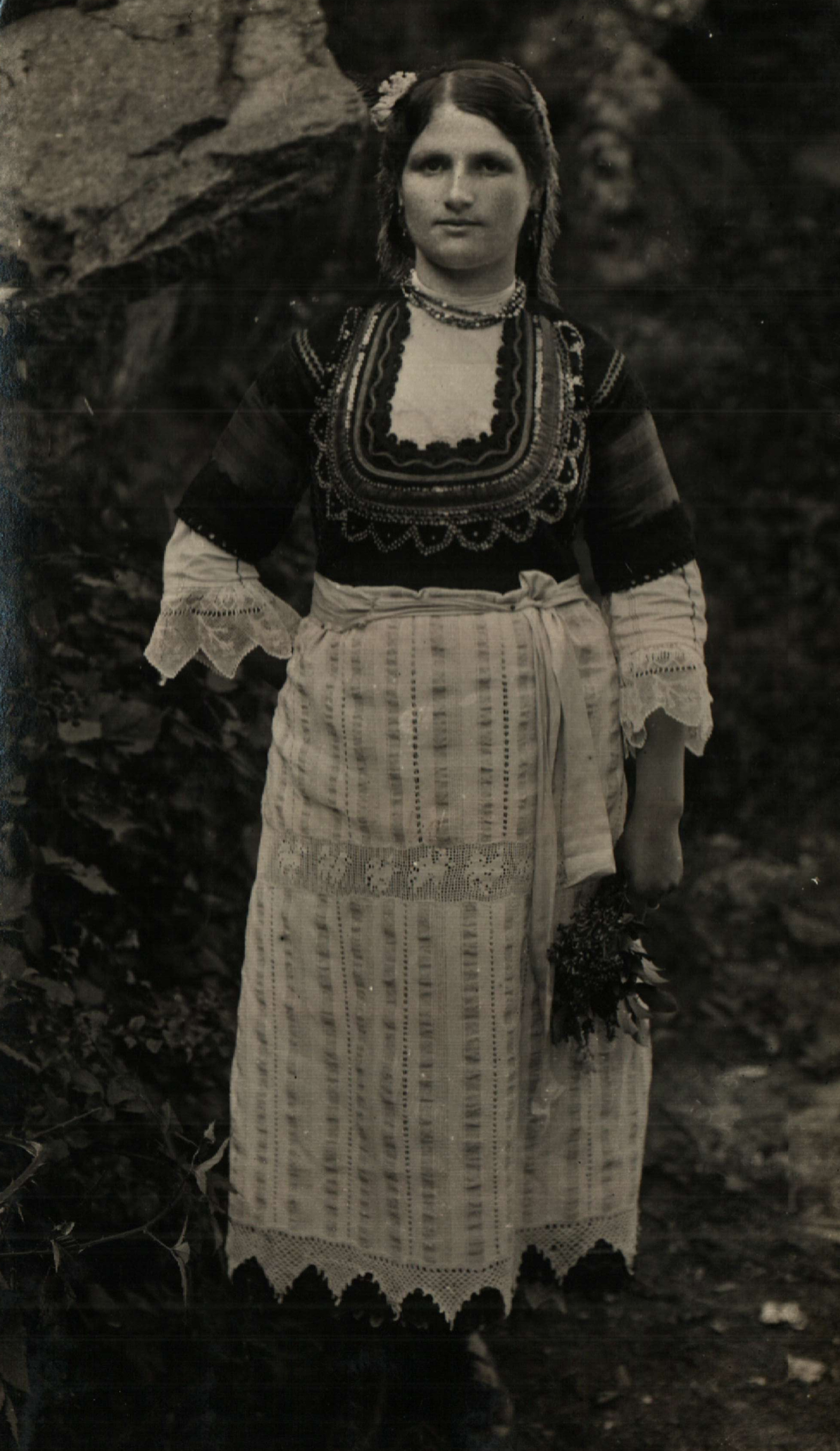
Народный костюм Самокова
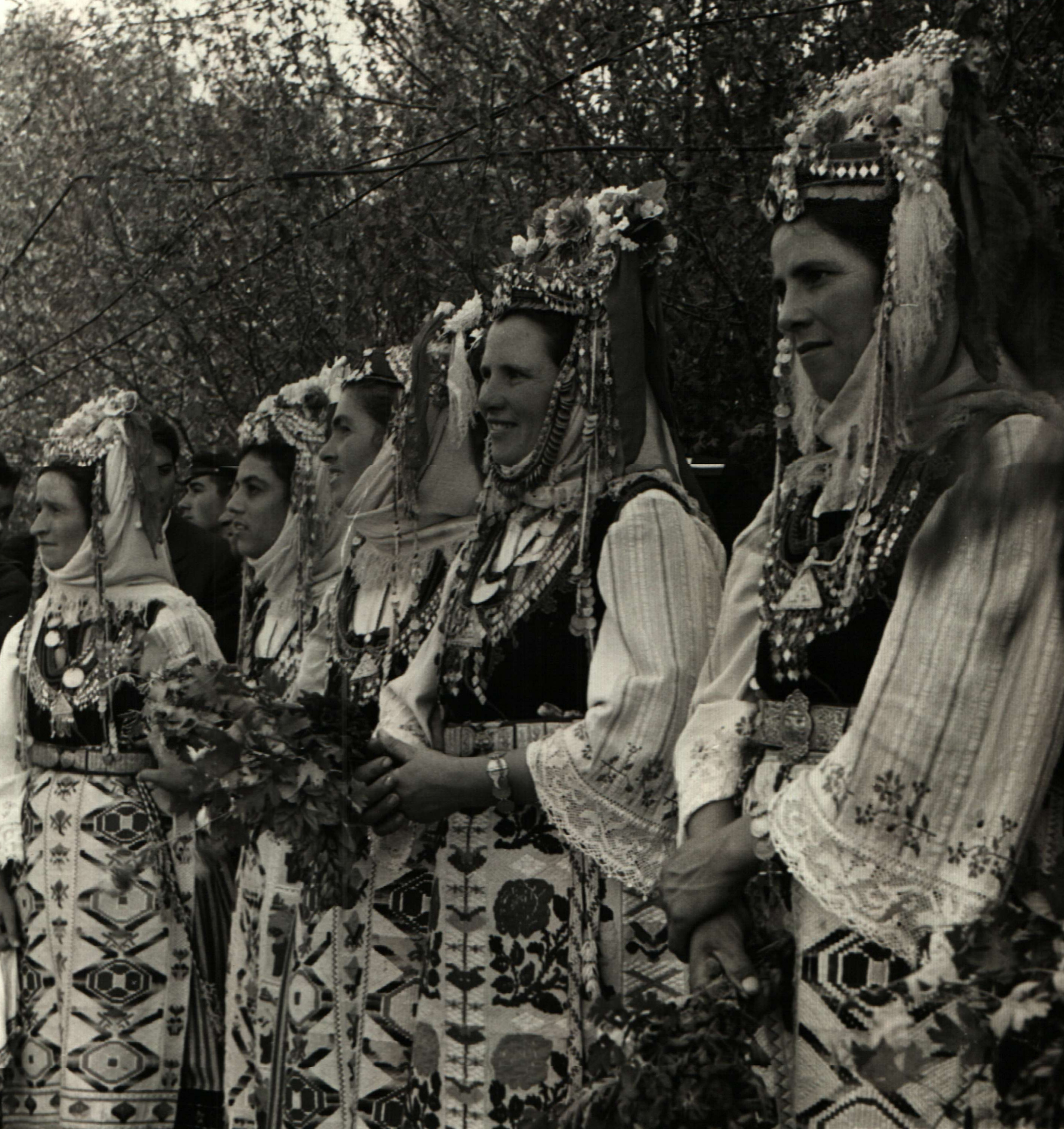
Костюм Сливенской области
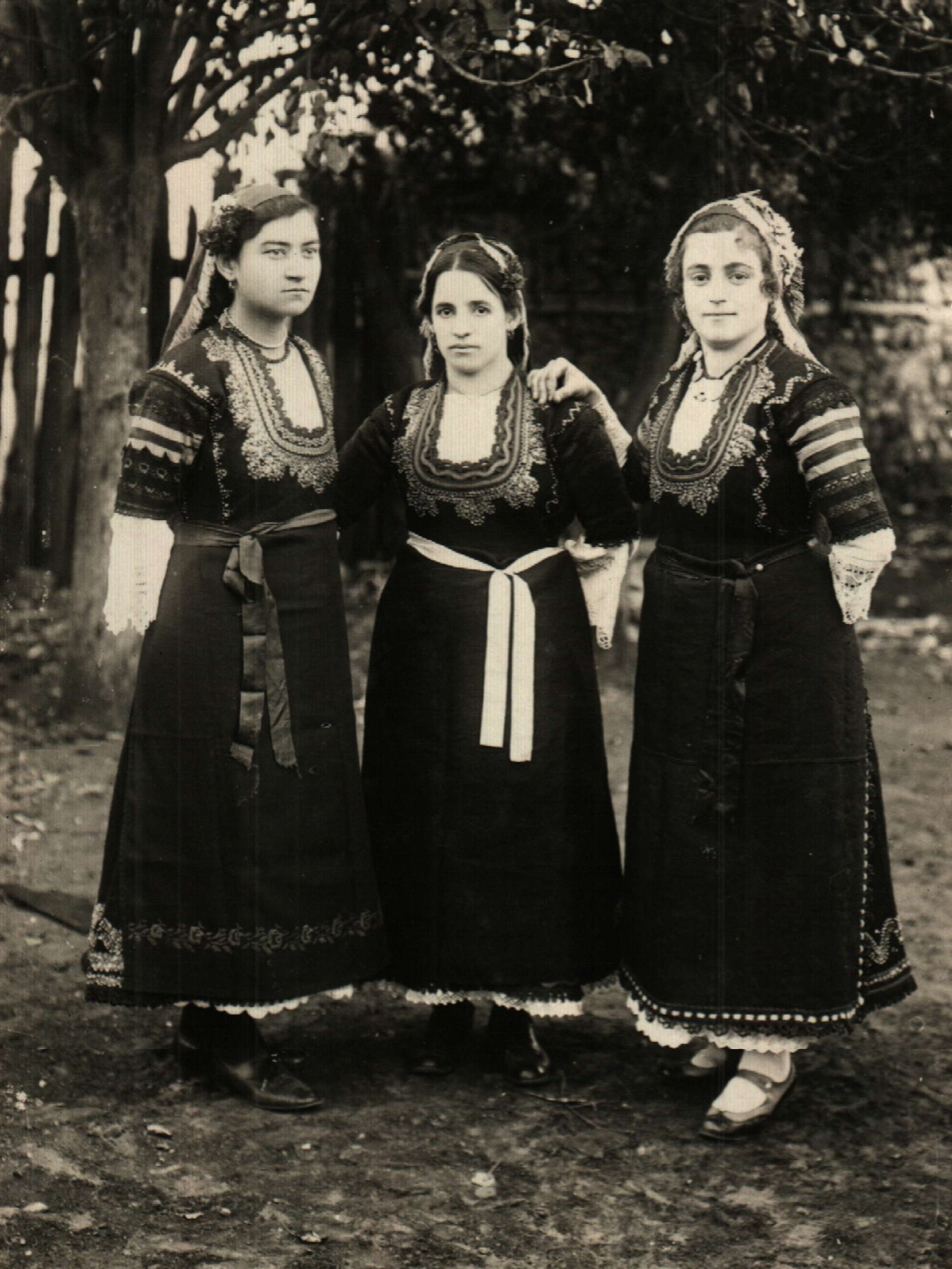
Народный костюм села Костенец (Софийская область)
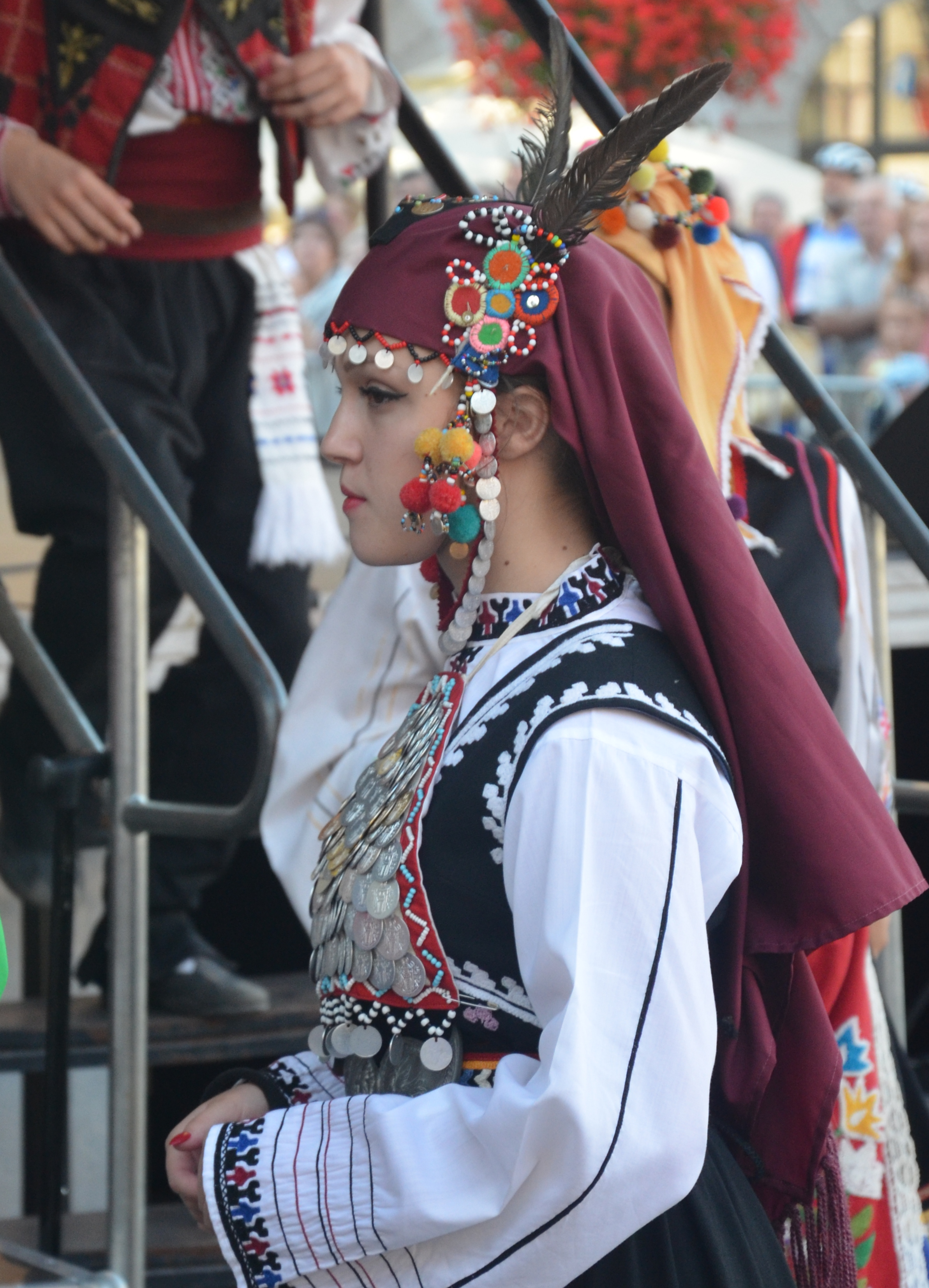
Народный костюм Варненской области
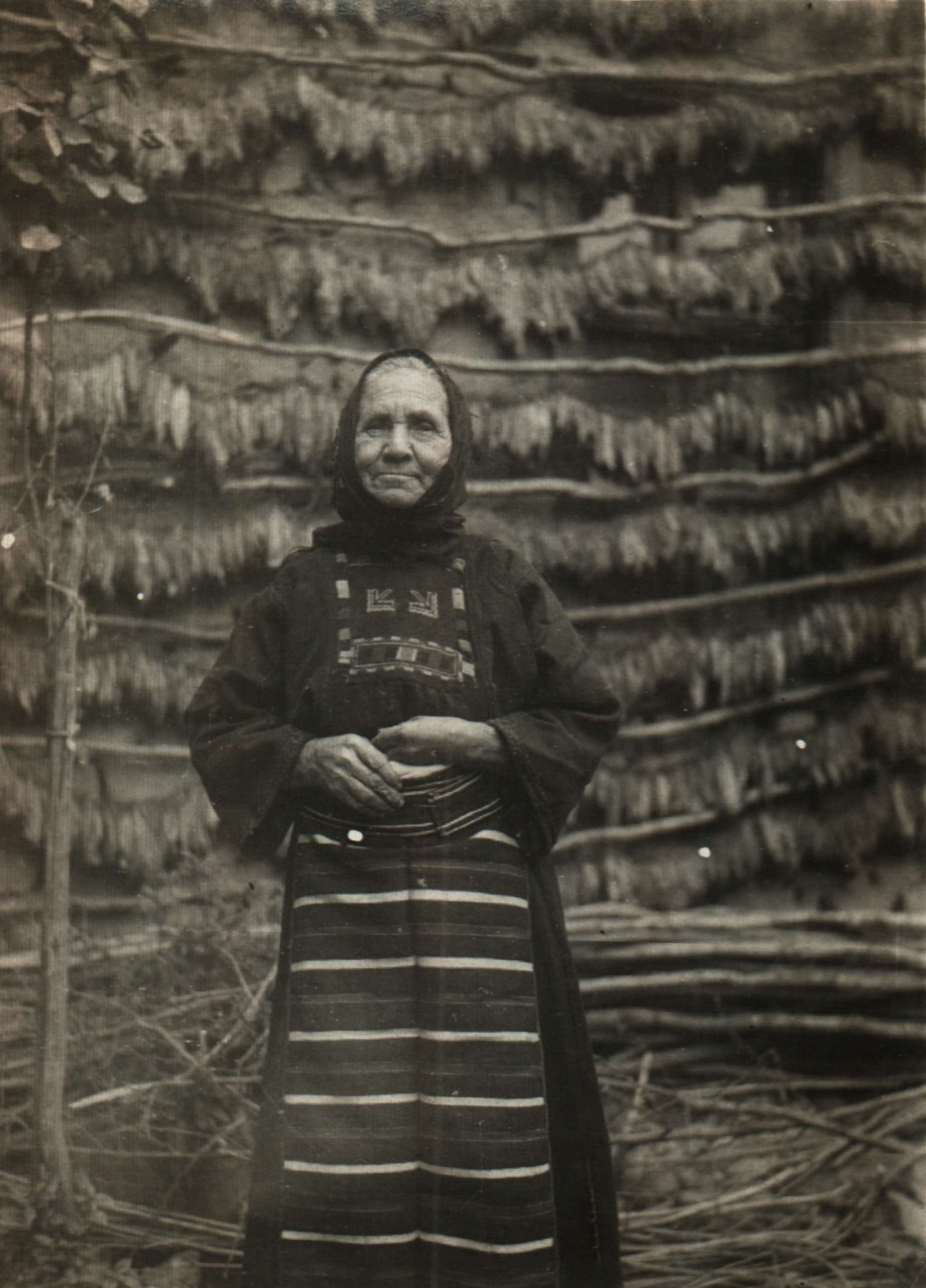
Народный костюм из окрестностей Ивайловграда (Хасковская область)
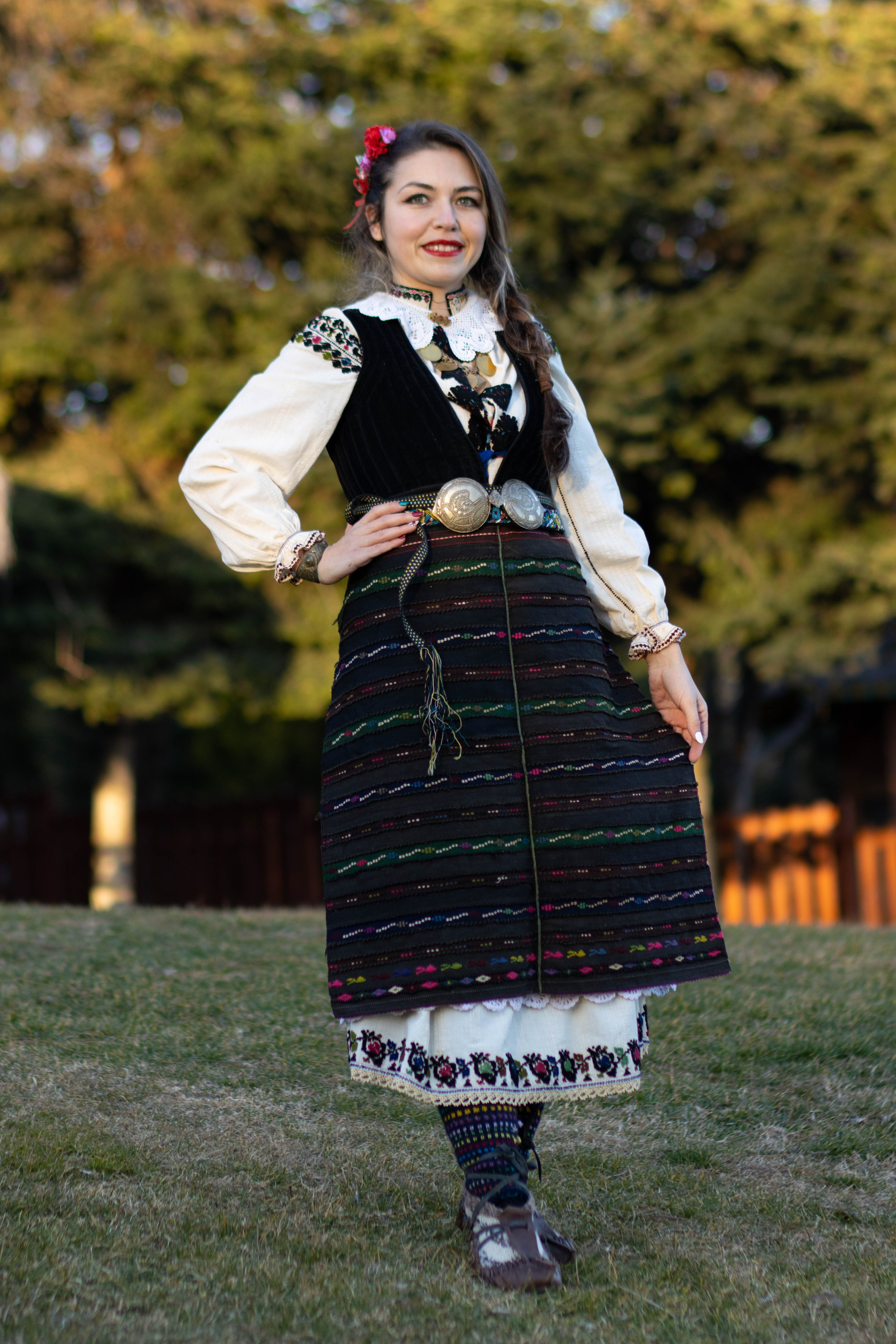
Костюм невесты из села Козловец (Великотырновская область)
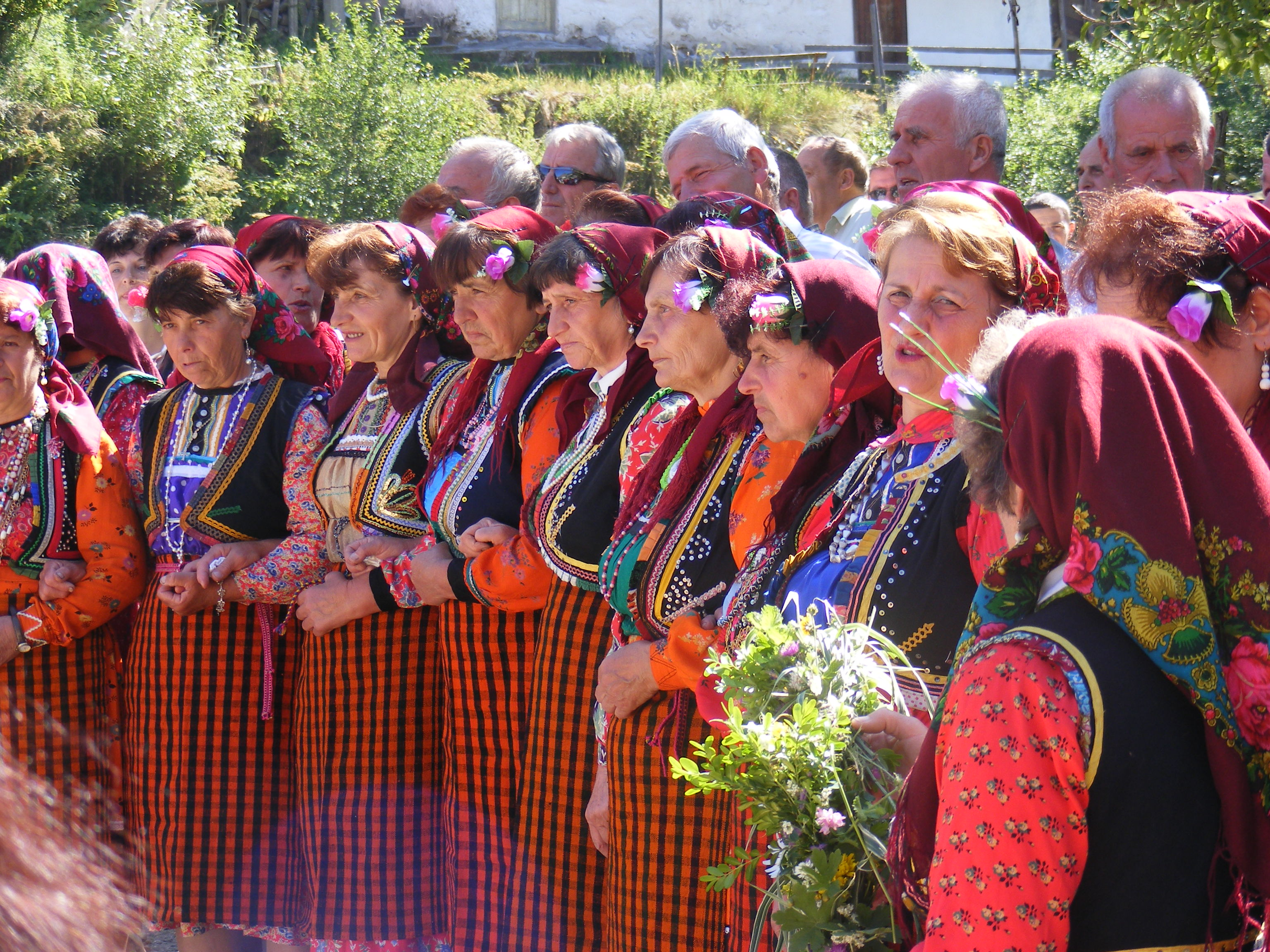
Народный костюм села Мугла (Смолянская область)
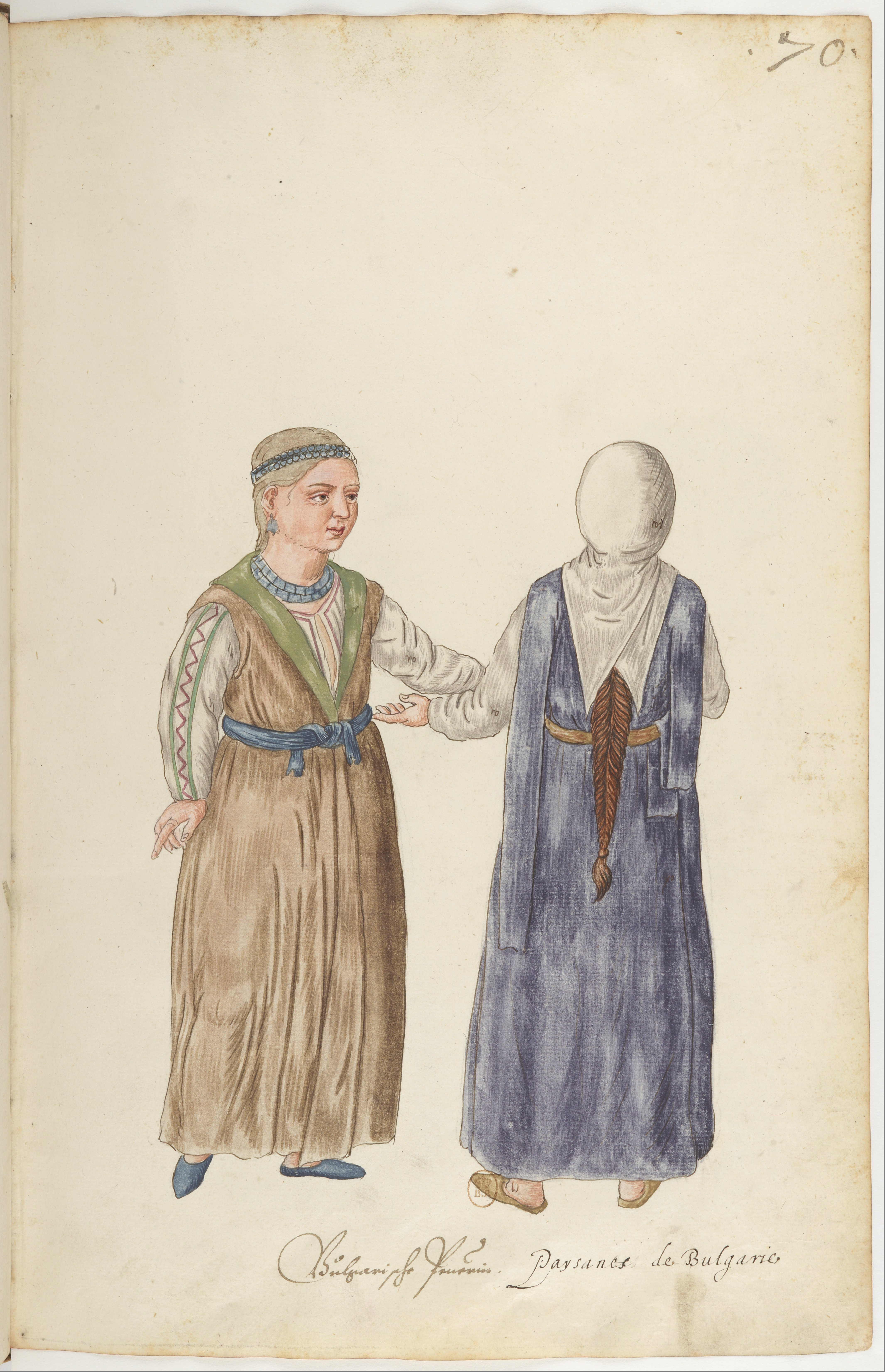
Болгарки в сукманах (на женщине справа — сукман с ложными рукавами), иллюстрация из книги «Moeurs et costumes des Orientaux» (1573 г.).
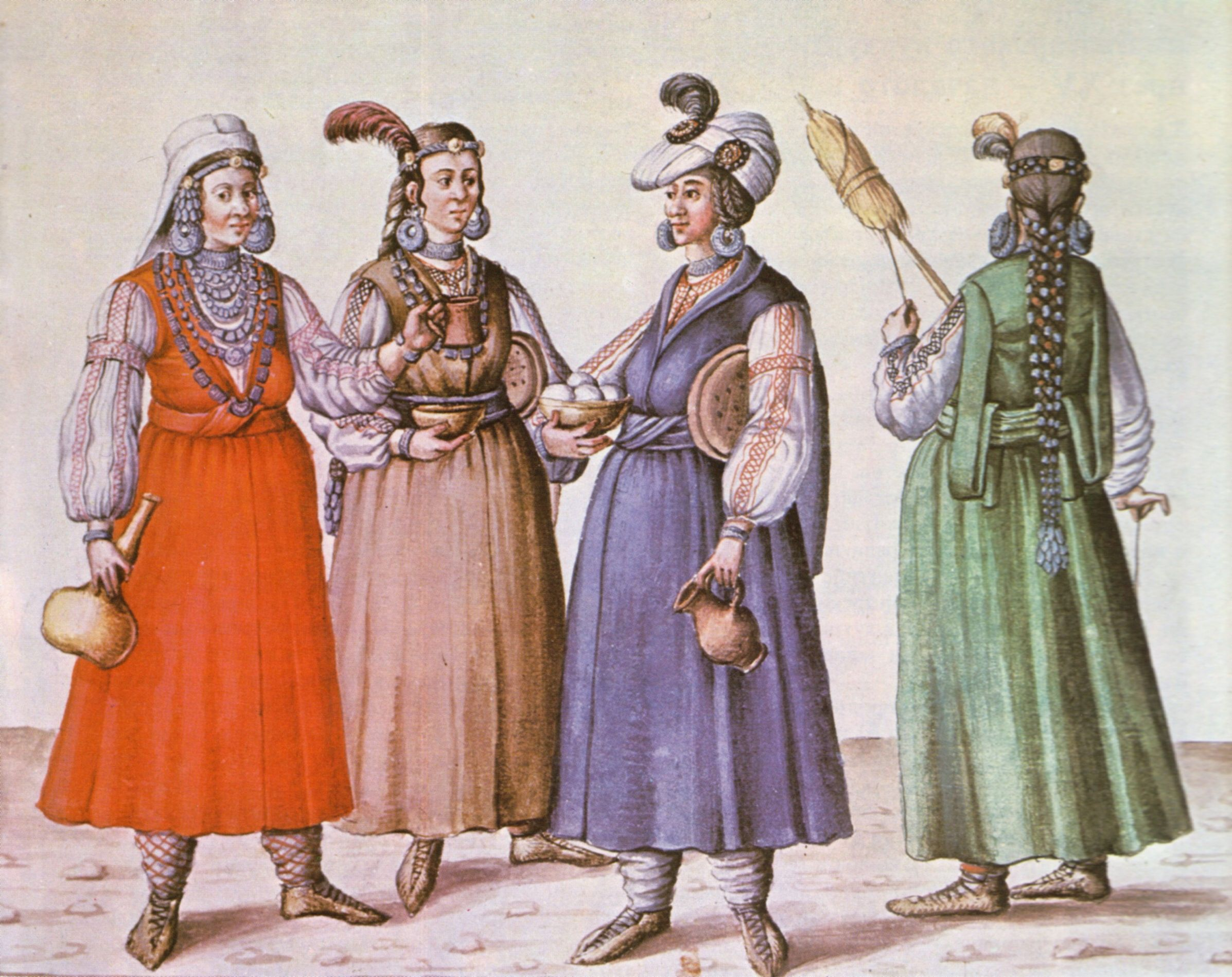
Болгарки в сукманах, иллюстрация Х. Бека (нем. H. Beck) из манускрипта «Figurae calamo exaratae et coloribus distinctae videlicet variorum Turcarum imperatorum…» 1586 г., из коллекции Австрийской национальной библиотеки (по изданию: История на България (болг.). — София: Издателство на Българската академия на науките, 1983. — С. 341.)

## Разновидности болгарской национальной одежды

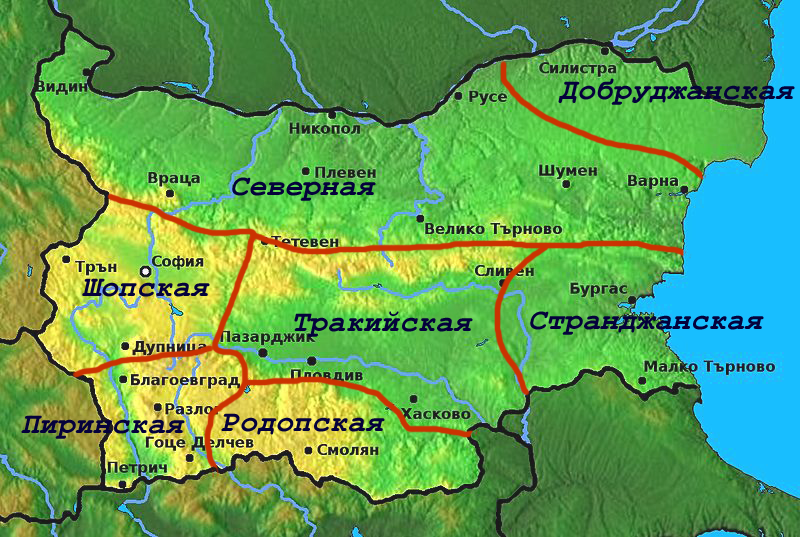
Схема этнографических областей Болгарии

Этнографы выделяют на территории Болгарии семь этнографических (фольклорных) областей, или групп, каждая из которых имеет свой костюм.
Для территории шопской фольклорной области (болг. шопска носия), находящейся на пересечении границ Сербии, Северной Македонии и Болгарии, характерен женский костюм на основе сукмана, за исключением Кюстендила, где носят саю. Рубахи вышитые, с расширяющимися книзу рукавами. Сукман синий или красный, расшит косами из белой или красной шерстяной тесьмы. Пояс в цвет сукмана с белым или красным шнуром. В северной части области встречается и костюм с двумя фартуками. Мужской костюм белый: штаны-беневрици с узкими штанинами из грубого сукна, вышитая рубахой и синий или чёрный расшитый жилет.
В пиринской фольклорной области (болг. пиринска носия) женщины надевают на вышитую рубаху расшитую белую саю с короткими рукавами (клашник), красный или полосатый пояс, узкий длинный вышитый фартук, пёстрые чулки. Украшений много: серьги, массивные пряжки, мониста. Головной платок завязывают на затылке под волосами. Мужской костюм традиционно в белых и красных тонах: беневрици или короткие потури с широкими штанинами, рубаха до колен, стёганый красный жилет, красный пояс.
В родопской области (болг. родопска носия) с её прохладным климатом одежда чаще изготавливается из шерсти, на чёрную или тёмно-синюю саю надевают длинную куртку с рукавами (мерсжан), пояс красный, фартук клетчатый или расшитый жёлтыми и оранжевыми геометрическими орнаментами, большой белый или винно-красный головной платок закрывает лоб до середины и свободно спускается на плечи. На ногах пёстрые ручной вязки чулки и кожаные туфли, расшитые блестящей нитью. Мужской костюм чёрного типа: не слишком объемные потури, расшитые шнуром у карманов, белая рубаха без вышивки, красный пояс, узкая квадратного кроя куртка, расшитая шнурами, поверх которой носят пальто с узкими рукавами (доланма). Голени обматывают белой тканью, особым образом обвязывая ее волосяным шнуром.
Для северной фольклорной области (болг. северняшка носия) характерен женский костюм с двумя фартуками или шерстяной юбкой. Задний фартук сборчатый, вышит или украшен золотой тесьмой и кружевами, в восточных районах длиннее, чем в западных. В некоторых местностях носят сразу два передних фартука. Рубахи из хлопчатого полотна украшены кружевом и обильной вышивкой. Характерны длинные узкие пояса. Мужские костюмы белые или чёрные, при этом более традиционные белые костюмы имеют элементы кроя, характерные для чёрных.
Население горной территории Стара-Планины на южной границе северной фольклорной области, отдаёт предпочтение металлическим украшениям, пёстрые ткани и обильная вышивка менее характерны. Типичный мужской костюм чёрный, женщины носят сукман и лишь на северных склонах можно встретить костюм с двумя фартуками. В некоторых районах женщины носят специфический сложный головной убор с металлической диадемой (сокай). 
Костюм жительниц фракийской области (болг. тракийска носия) составляют длинная вышитая рубаха и красный сукман без рукавов с вышивкой или аппликациями. Фартук чёрный с белым кружевом или пёстро вышитый, пояс пестротканый или украшен пряжками. Головной убор — объемный венец с цветами, колосьями, перьями и монистами, иногда носят и платок, повязывая его поверх шапочки. Мужской костюм чёрный с красным или зелёным жилетом, пояс красный, рубаха обильно вышита растительными мотивами, штаны-потури широкие с густой сборкой.
В странджанской области (болг. странджанска носия) основу женского костюма составляет тёмный закрытый сукман, расшитый тесьмой, вышивками и аппликациями по подолу и горловине. В узоре фартука сочетаются белый, жёлтый, зелёный и красный цвета, пояс красный или оранжевый. Мужской костюм чёрный, с широкими штанами и узким жилетом или курткой.
Женский костюм добруджанской фольклорной области (болг. добруджанска носия) состоит из красного вышитого сукмана, пришедшего в регион с переселенцами из фракийских регионов, или юбки или двух фартуков с жилетом,  белой длинной рубахи и шерстяного фартука, чаще чёрного. Головной убор — платок или шапка-капюшон — жёлтый. Добруджанки носят много серебряных украшений. Праздничные костюмы не похожи на одежду других районов, особенно выделяются костюмы девушек-«лазарок» и невест, которые покрывают голову красной фатой. Мужской костюм — чёрный или белый с красным шерстяным поясом. Крой женской и мужской одежды часто одинаков, различия лишь в количестве украшений.